# Macotera
Macotera es un municipio y localidad española de la provincia de Salamanca, en la comunidad autónoma de Castilla y León. Está situada al nordeste de la provincia charra y forma parte, desde 1833, del partido judicial y comarca de Peñaranda de Bracamonte. Es capital de la Mancomunidad Margañán conformada por las localidades de Santiago de la Puebla, Alaraz, Salmoral, Tordillos, La Nava de Sotrobal y la misma Macotera. Pertenece al Campo Charro por su historia, costumbres, economía, vestir y geografía.
Su término municipal está formado por un solo núcleo de población, ocupa una superficie total de 32,93 km² y, según los datos demográficos recogidos en el padrón municipal elaborado por el INE en el año 2017, cuenta con una población de 1114 habitantes.
Su origen no es conocido con certeza pues su historia guarda silencio hasta el siglo XIII. Macotera estuvo vinculada durante siglos al señorío de Alba de Tormes, siendo una de sus principales poblaciones. Ostenta el título de Villa desde 1861, concedido por la reina Isabel II.
Como lugares de interés destacan la iglesia parroquial de Nuestra Señora del Castillo, sus dos ermitas, el Museo de las llanuras y campiñas de Salamanca, el parque de recreo ‘Las Cárcavas’ y el monumento del Cerro (desde donde se tiene una vista panorámica de la villa). Es interesante visitarla durante las fiestas de san Roque, cuando tienen lugar gran variedad de tradiciones que dan a conocer su idiosincrasia.

## Símbolos

### Escudo
El escudo heráldico que representa al municipio fue aprobado el 8 de agosto de 1962 con el siguiente blasón:

«Escudo partido: primero, de plata, encina arrancada de sinople, cargada su copa con la imagen de la Virgen Nuestra Señora de la Encina de oro. Segundo, de sinople, un almiar de plata. Al timbre, Corona Real»
Boletín Oficial del Estado nº 215 de 7 de septiembre de 1962

### Bandera
La bandera municipal fue aprobada el 4 de julio de 1997 con la siguiente descripción textual:

«Bandera cuadrada, de proporción 1:1, terciada de barra de blanco, rojo y blanco, y cargada en el centro del escudo municipal en sus colores, timbrado de la Corona Real española:»
Boletín Oficial del Estado nº 181 de 30 de julio de 1997

## Toponimia
Al no haber datos ciertos sobre el origen de la villa, los historiadores se fijan en el significado del nombre de Macotera. Destacan las siguientes versiones:
- Macorum: clan vetón de la provincia que por un aumento de población o por cualquier otra causa pudo habitar en esta tierra.[11]
- Ma-cotte: palabra celta que significa cabaña o rebaño. Esta podría haber evolucionado hasta dar la palabra Macotera.[11]
- Cotabriega: población vetona que los arqueólogos sitúan al poniente de Salamanca. Si se pudiera colocar entre Ávila y Salamanca, podría ser Macotera.[11]
- Los pobladores de tiempos de Alfonso III o Fernando I, al ver un paisaje muy accidentado pero no rocoso que cae sobre un río (son unas pendientes rápidas, laderas, que reciben el nombre de coteras), llamarían al lugar Macotera, que significaría lugar de coteras.[11][12]
- Existe el apellido Cotera que es originario de Cantabria. Pudo ser que los repobladores de este lugar llevaran este apellido pero no hay evidencias de la existencia de éste en Macotera. También existe un lugar llamado ‘La Cotera’ en Cantabria.[11][13]
- Coteros: vasallos que cotizaban para obtener el vínculo de algún señor.[11]
- Pudo haber pobladores del Tera de los Amacos > Amacos del Tera > Macotera.[11]
- La hoja de la Macolla, paraje cercano a la población podría ser el origen de la palabra Macotera: Macolla > Macollera > Macotera.[11]
- Partiendo de la raíz Mak (grande), el topónimo podría haberse formado por la composición con tera (alto).[11]
- Según una última interpretación (que parte de la anterior), Macotera sería un topónimo prerromano de procedencia indoeuropea formado por Maccus (hombre de grandes mandíbulas) y Altaria (otero o cerro) lo que sería otero de maccus, o sea, otero o cerro de hombre de grandes mandíbulas.[14]

## Historia

### Restos arqueológicos
Si por algo se caracteriza la historia de Macotera es por mantener silencio hasta el siglo XIII, no existiendo datos sobre su origen. Señalar solamente algunos yacimientos encontrados en su término municipal que no aportan demasiada información:
- Yacimiento de Tejares (industria lítica en cuarcita y cuarzo del Paleolítico inferior).[15]
- Yacimiento de Macotera (lascas de cuarcita del Paleolítico inferior).[15]
- Yacimiento de la Serna (bifaces y lascas del Paleolítico inferior).[15]

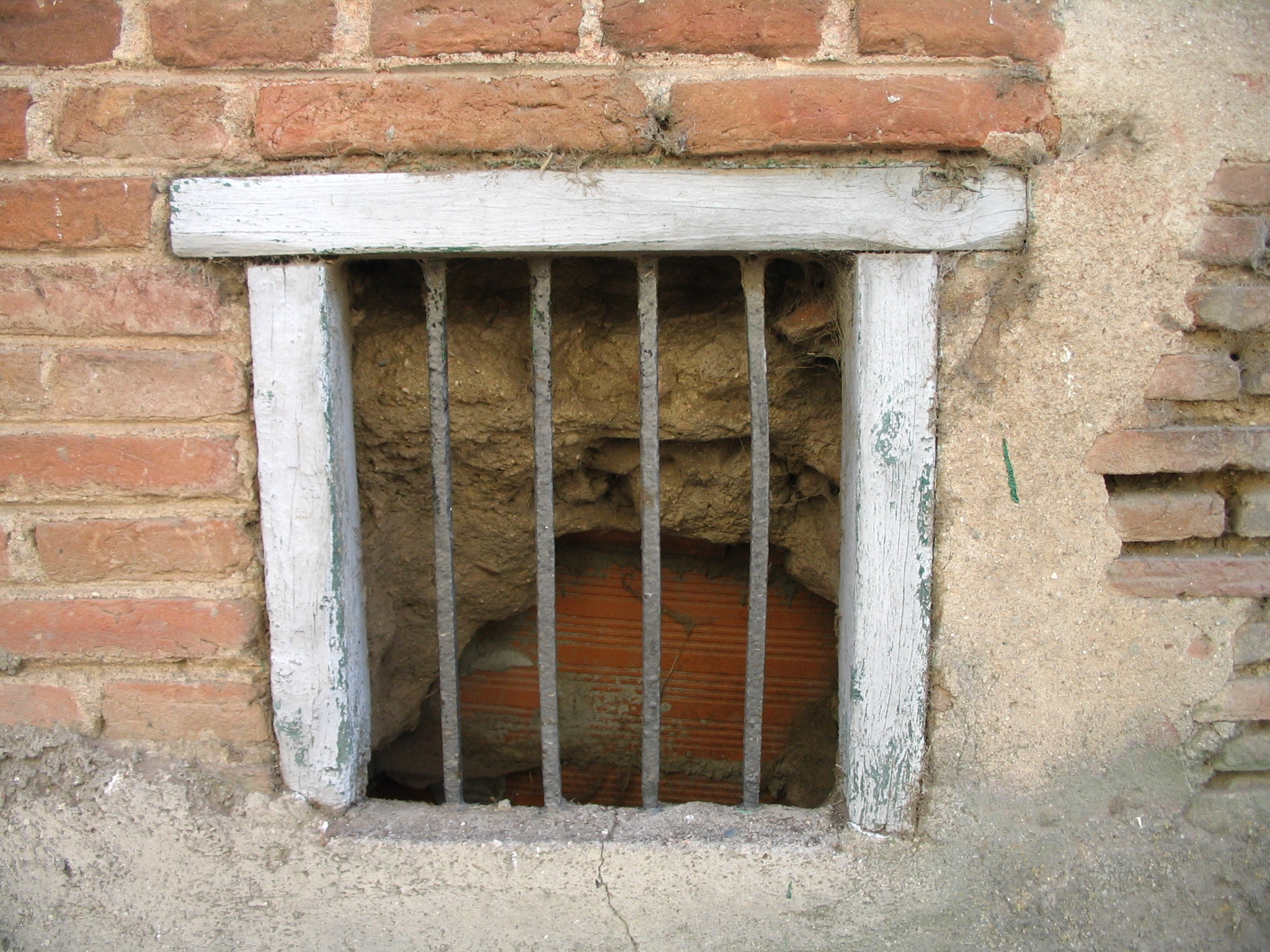
Típica bisnera (calle del Cristo)

- Yacimiento de Fresnillo (cerámica de la Edad del Hierro y de la época Tardorromana).[15]
- Yacimiento de los Árboles de San Miguel en Fresnillo (cerámica, manchas de ceniza y huesos humanos de las épocas Altomedieval, Bajomedieval cristiano y Moderna).[15]

### Origen
Lo más extraño de la situación de Macotera es que no se halla al lado de un río, a la vera de algún camino importante (pues los que por aquí pasan son secundarios) o en un paraje alto que facilitase la defensa. A la vista de esto, se cree que Macotera sería un refugio. Se trataría de una red de poblados: Tordillos, Fresnillo, Puente de Angorrilla, Macotera, Cañás, Santiago de la Puebla, San Blas, Malpartida, todos ellos a la vera del río Margañán, que facilitase una posible huida a la sierra o incluso, si fuese imposible la huida, siempre quedaría el esconderse en los carcavones que abundan por estas tierras.

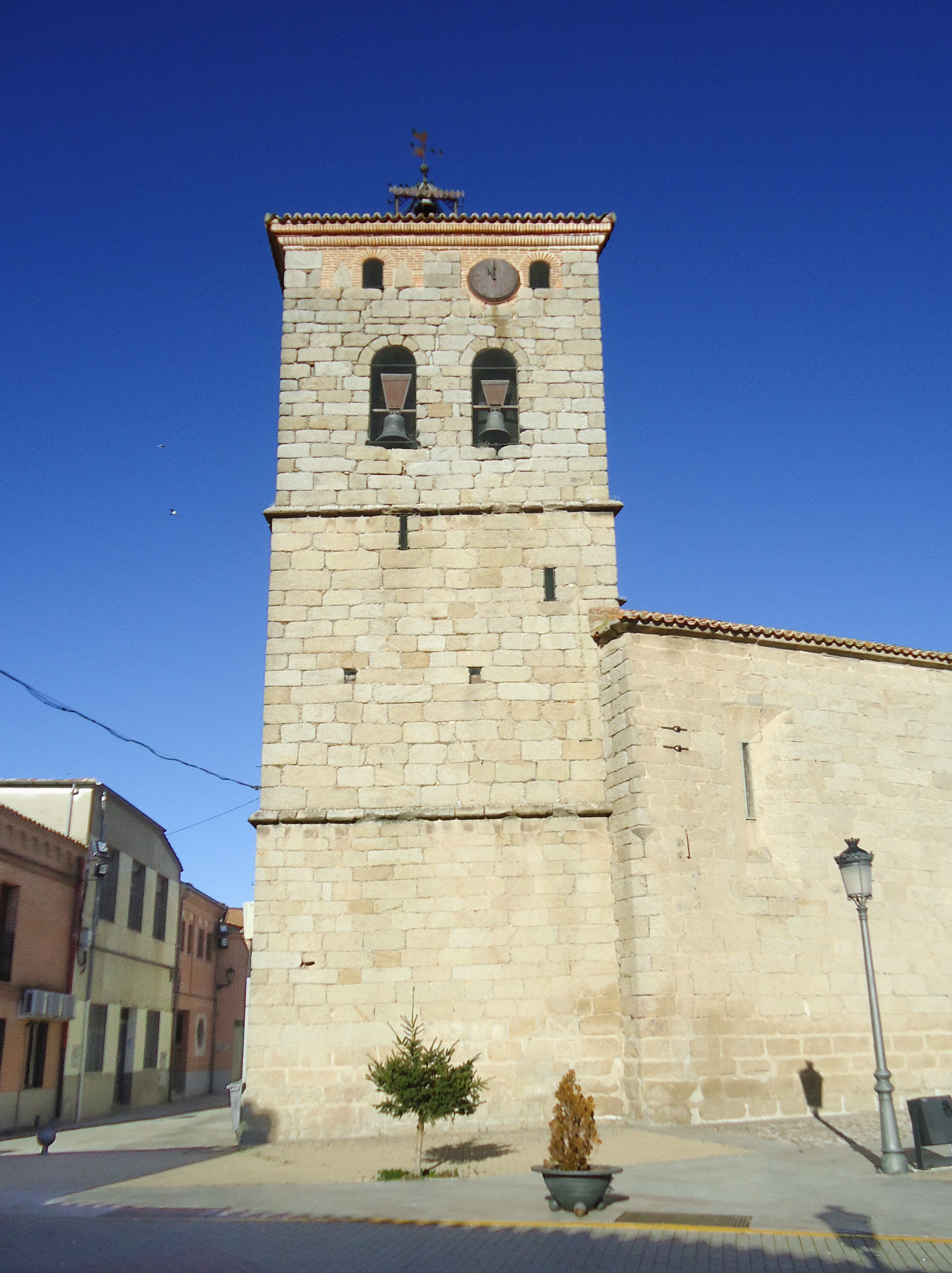
Torre de la iglesia

Tampoco existe información del paso de los romanos por estas tierras, siguiendo la hipótesis del refugio, se cree que los habitantes de este lugar pactarían con éstos y seguirían viviendo independientemente. De los visigodos, Macotera heredó una palabra propia, "bisnera", que proviene de "bisna" (vocablo germánico que significa ventana). Se utiliza para denominar al hueco que, abierto en la pared exterior de la vivienda, sirve como respiradero de la bodega y también para meter la uva hasta el lagar, donde es pisada y prensada por la viga. Con la conquista musulmana (siguiendo la hipótesis del refugio) se cree que Macotera aumentó de población, pues era un enclave seguro y oculto que seguramente utilizaron los refugiados.
La repoblación de esta zona hubo de ser regia-concejil, y durante ella Alfonso VII dividió los reinos de León y de Castilla para repartirlos entre sus hijos, quedando Macotera en la frontera de ambos reinos, dentro de León. La guerra que desencadenó este reparto hizo mella en Macotera pues hubo batallas en sus inmediaciones (ejemplo: Batalla de Solobral). Es de esta época, y por esto se cree que se construyó, la torre de la iglesia parroquial (c. 1200).
De este tiempo viene la veneración a la Virgen de la Encina, patrona de la localidad. Dice la leyenda que la Virgen iba a luchar contra los moros hasta que un día la hicieron presa y le cortaron las manos y la cabeza. Sus sirvientas trajeron sus restos a este lugar donde se les apareció en la encina. Esto tiene que ver con que la imagen que existe actualmente solo está compuesta por un entramado, una cabeza y unas manos.

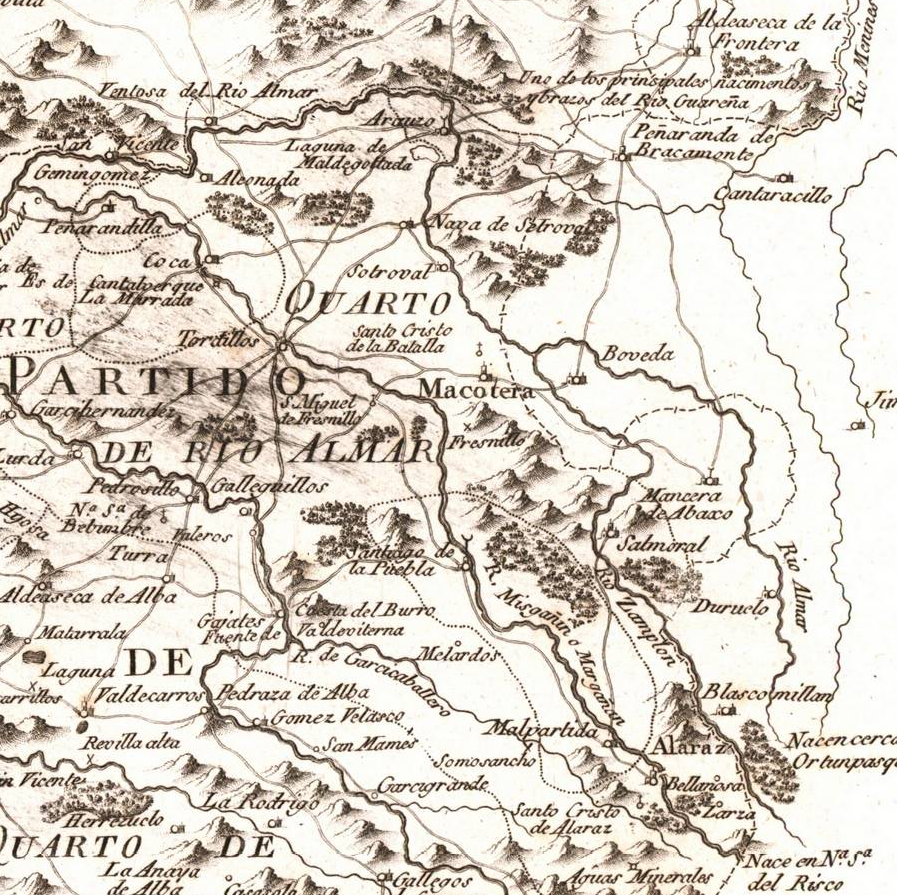
Plano del Quarto del Río Almar (1783), al que pertenecía Macotera

La primera mención histórica que se hace sobre Macotera es en 1220 cuando Alfonso IX, rey de León, incluye a esta población en el alfoz de Alba de Tormes. En 1224 el rey confirma a los repobladores del lugar junto a los de Sothlobar (Sotrobal, al que llamaban aldea de moros), La Nava (Nava de Sotrobal), Ventosa (Ventosa del Río Almar), Tordielos (Tordillos) y Fresnuelo (Fresnillo). Así dice literalmente:

De Macotera; iurati: Moro Garcia, Sancho, Pero Gonzalvo, Peidro Serrano, Iohanes Diago; Peidro Serrano XV obradas; filios de Domingo Gordo Iª Iuga e XII obradas; dona Sancha II obradas e media; Michael media iuga; mulier de Iohan Fagu(n)de XV obradas; Peidro Cunado Iª iuga; la heredat Descarga Maria Iª iuga; Sancho Garcia VI obradas; Bienayazo media iuga; Domingo Lobo media iuga; Domingo Michael XLª e V obradas; Mari Cara Iª iuga; Mari Martin Iª iuga e V obradas; nieto Nuno VII obradas, Mari Gomiz XVI obradas; la sobrina de Sancho Pero VIII obradas e Iª ferren; filios de Posado XLª obradas; dona Oria XV obradas e media; fernand Panadero IIII obradas; dona Amuna VI obradas.

### Edad Moderna
A causa de que el término de Macotera es relativamente pequeño, los macoteranos arrendaban tierras de los pueblos vecinos. Esta situación dio lugar a los pleitos con Santiago de la Puebla (el primer documento conservado que trata de este pueblo es un pleito de 1483 guardado en la Chancillería de Valladolid) que fueron fallados a favor de Macotera.
Hacia el año 1475 se empezó la construcción de la iglesia parroquial que contó con el mecenazgo del segundo duque de Alba y señor de esta tierra, Fadrique Álvarez de Toledo. La causa que motivó el mecenazgo no es sabida con certeza. Una de las teorías que se barajan dice que Macotera contaba con soldados por haber sido un pueblo fronterizo y que estos podrían haberle ayudado en la reconquista, erigiendo como recompensa esta iglesia. En el año 1508 ya se había terminado su construcción resultando un templo más grande que el anterior, que era románico. Para su inauguración vino el obispo con mucho acompañamiento, hubo misas cantadas, predicaciones, fiestas y toros.

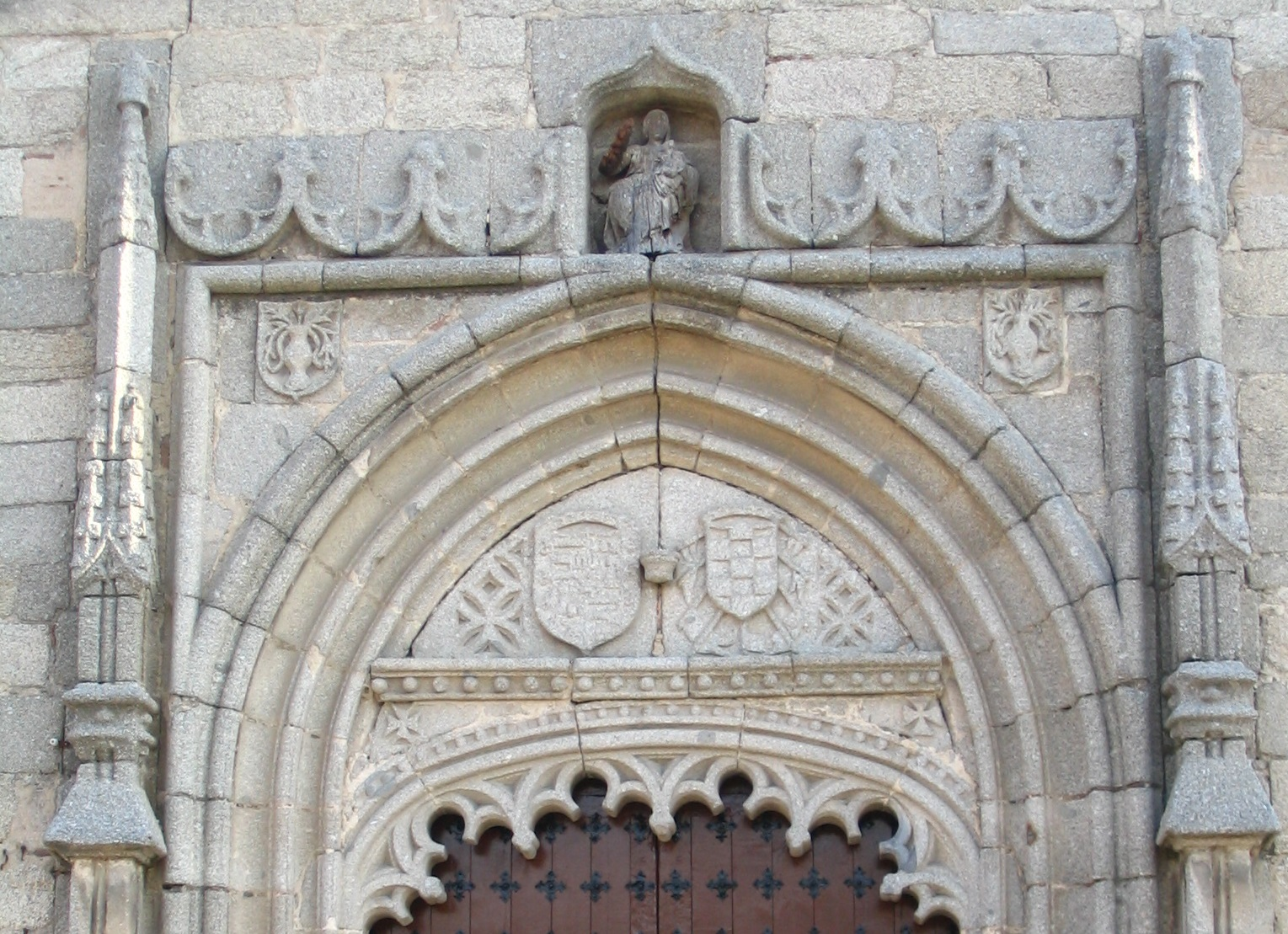
Tímpano de la portada principal de la iglesia, donde campean los escudos de sus benefactores

El día 8 de noviembre de 1556 pasó por la Calzada Vieja (camino de la Huelga) el emperador Carlos V del Sacro Imperio Romano con su comitiva en dirección a Alaraz (donde pasó la noche), dentro de su camino hacia el Monasterio de Yuste.
De esta época es la fiesta patronal de San Roque: primero fue una fiesta secundaria (1500) y de poca solemnidad. Después, conforme iban pasando los años, fue cuando se extendió hasta llegar a ser la fiesta más importante de la villa. A ello contribuyeron, sobre todo, las constantes epidemias que sufría la población. 
En el año 1752 se realizó el Catastro del Marqués de la Ensenada que hace una copia bastante exacta de las pertenencias que tenían los habitantes de Macotera (los documentos correspondientes a Macotera son los libros del 1349 al 1356 este último pertenece al despoblado de Fresnillo que, aunque era término municipal de Tordillos, estaba arrendado por macoteranos).
Se prohíbe, también en el siglo XVIII, la procesión de las disciplinas que se realizaba desde 1574 el "Jueves de la Zena" (Jueves Santo) en la cual los miembros de la cofradía de la Santa Veracruz iban descalzos, llevaban una túnica blanca abierta por detrás y con capillo que les cubriese la cara e iban golpeándose la espalda con correas, cordeles con nudos y cilicios. Durante la procesión no podían llevar "seña alguna conozida ni hablar palabra en la prozesión por donde sea conocido" so pena de multa. Los que no se pudieran disciplinar ni llevar cruz, debían portar en la mano izquierda un crucifijo, una calavera o un hueso y en la derecha una vela. Había también un grupo en la procesión que bailaba la ‘Danza de la Muerte’ enmascarados de esqueletos y guadañas.

### Edad Contemporánea
Entre los años 1809 y 1812 Macotera estuvo ocupada por una escuadra de dragones franceses que se instalaron en la iglesia abriendo una puerta en la sacristía y excavando un foso alrededor de la misma (lo que puso en peligro la torre que hubo que reforzar después de la retirada de la escuadra). Pusieron además vigilantes en la puerta y en las almenas de la torre. A su retirada se llevaron trigo y vino y quemaron las paneras de la Iglesia.

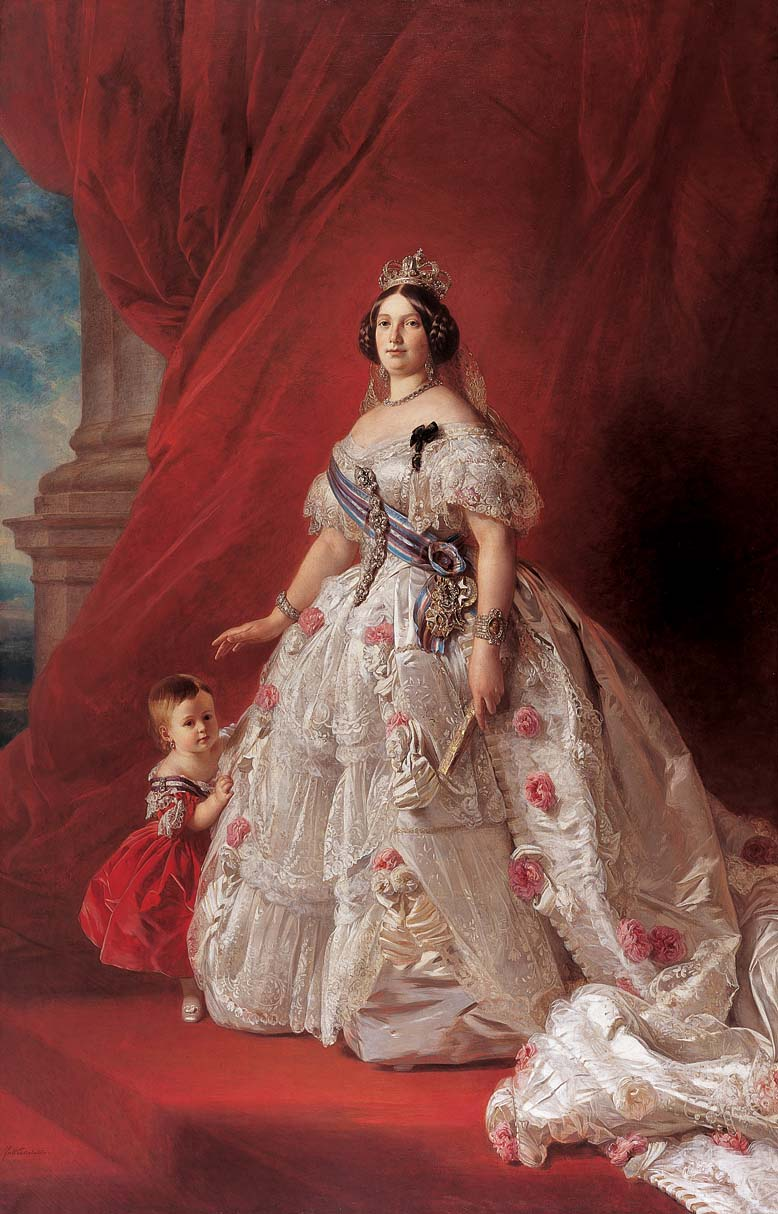
La reina Isabel II concedió el título de Villa a la población en 1861

Con la creación de las provincias en 1833, Macotera quedó encuadrada en la provincia de Salamanca, dentro de la Región de León, formando parte del partido judicial de Peñaranda de Bracamonte.
El 10 de agosto del año 1861, la reina Isabel II concede el título de villa al sitio de Macotera por el auge que había adquirido sobre todo por el comercio de la lana. En el Museo Etnográfico todavía se conserva un diploma que nos da cuenta de este nombramiento y que fue un regalo de Francisco Millán y Caro (a quien el Ayuntamiento dedicará una de las calles más céntricas de la población), entonces representante en las Cortes por el partido de Peñaranda.

Ministerio de la gobernación: Reconociendo la importancia que tiene ese pueblo de Macotera por el desarrollo notable de su población y riqueza y por los elementos de prosperidad que encierra, he venido en decretar a instancia de su Ayuntamiento, intérprete de las nobles aspiraciones de sus vecinos y moradores, y de conformidad con lo manifestado por las Autoridades y Corporaciones provinciales: Artículo único. El Pueblo de Macotera en la provincia de Salamanca, tomará en adelante el título de Villa del propio nombre. Dado en Santander a diez de agosto de mil ochocientos sesenta y uno. Esta rubricado de la Real Mano. El Ministro de la Gobernación. José de Posada Herrera.

Del siglo XIX hay que resaltar la adquisición de tierras por esta vecindad:
- En 1815, y como consecuencia de los graves efectos de la guerra de la Independencia en la localidad de Alba de Tormes, los Jerónimos enajenaron todos los bienes que tenían en este término, entre los que destacan numerosas aranzadas de tierra de labor y viñas, así como la casa de la calle Honda, donde estaba la capilla de la Salutación.
- En 1821 Macotera compró el despoblado de Fresnillo a Tordillos costó 436 450 reales.[32]
- En 1872 varios particulares compraron al duque de Alba el coto redondo de Sotrobal.[33]
- El 1 de octubre del año 1883, Mateo Gómez Nieto, en representación de toda su familia, compró cinco sextas partes del monte de Tordillos. A partir de esta fecha, dicho monte pasa a llamarse de los Gómez.
- A ello añadir que en este siglo se dieron las desamortizaciones de los bienes de la Iglesia y del Ayuntamiento.[34]

Estas compras hicieron que Macotera fuese un pueblo de pequeños propietarios labradores que no dependían de ningún señor.

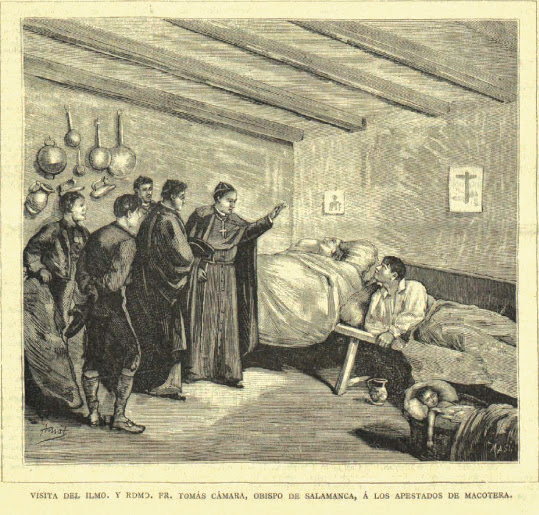
El obispo de Salamanca visitando la población durante la epidemia de cólera (septiembre de 1885)

En 1885 el cólera asoló a la población. El padre Cámara (que por entonces era obispo de Salamanca)  hizo una visita al pueblo para comprobar de primera mano las penurias que vivían los macoteranos. A causa de esto, promovió la construcción de un hospital en honor a Miguel García Cuesta que hoy se puede contemplar en el barrio de Santa Ana. A pesar de todo, san Roque fue considerado el mejor médico de esta epidemia.
A comienzos del siglo XX llegan a Macotera grandes avances como la luz o el primer buzón de correos. En 1908 se crea un Sindicato Católico Agrario que desembocó en la actual Cooperativa San Isidro de Macotera. En 1915 se construyó la carretera de Peñaranda de Bracamonte y en 1923 la de Guijuelo.
Durante la Dictadura de Primo de Rivera, ante la difícil situación económica, el alcalde decidió suprimir los toros de las fiestas y los mozos le asaltaron la casa y tuvo que escapar en calzoncillos. Esto nos da cuenta de la importancia que tenía y sigue teniendo la función de los novillos en Macotera.
El 14 de abril de 1931 se proclamó la Segunda República, durante la que se extendieron rumores sobre el alcance de la Reforma Agraria. La huelga de 1932 se vivió intensamente en esta población, siendo reseñables los incidentes que se registraron durante la misma resultando un fallecido y tres heridos.
Durante la Guerra, desde el primer momento Macotera se situó en el territorio controlado por el bando sublevado, lejos del frente. Así, los efectos de la Guerra fueron menos crueles que en otras partes de España. A pesar de ello, hay que señalar (además de los represaliados) el fusilamiento de dos vecinos de Pedrosillo de Alba (Diego Madrid Blázquez y Joaquín Chamorro de la Iglesia) en el paraje del Blasco Martín (en la carretera de Guijuelo) el día 14 de agosto de 1936. Durante este periodo el Hospital de Santa Ana sirvió de hospital de retaguardia.

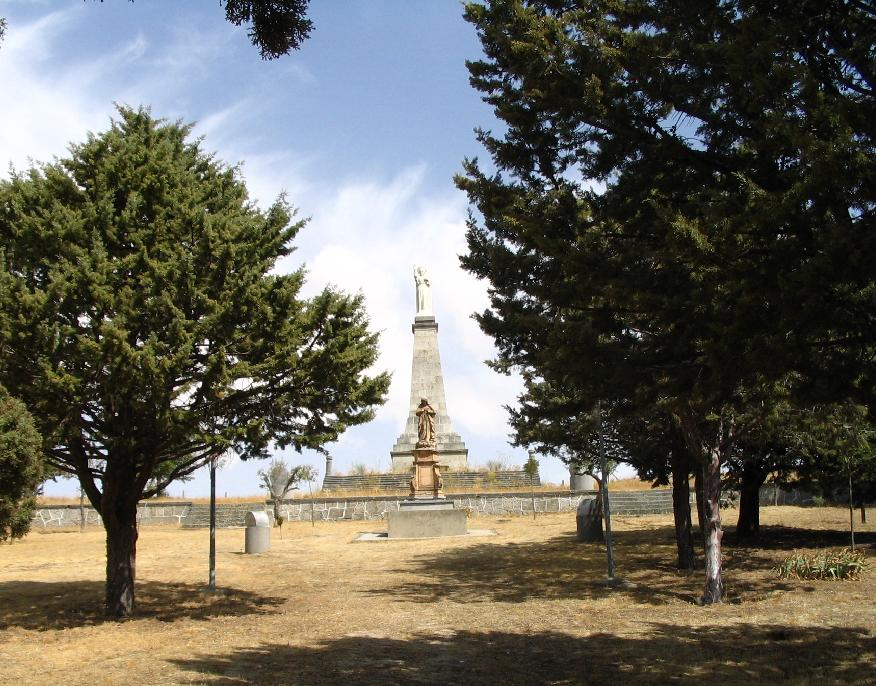
Monumento del Cerro, imágenes de los Sagrados Corazones de Jesús y María

Las décadas posteriores a la Guerra fueron de hambruna. Así, en 1946, para paliar el hambre el alcalde creó los huertos familiares para las familias pobres. Algunas tierras eran del municipio y otras fueron cedidas por algunos labradores.
En 1949 Clemente Sánchez Sánchez, sacerdote macoterano, propone construir las estatuas del Corazón de Jesús y de María que hoy se observan en el Cerro. La obra fue costeada con donaciones de macoteranos.
A finales de los años sesenta, no sin esfuerzos, se realizó la concentración parcelaria que, aunque vista desde la perspectiva actual pudiera parecer insuficiente para la rentabilidad de las explotaciones agrarias, fue un gran paso en la modernización de la agricultura, ya que la superficie media de las parcelas pasó de 0,39 ha a 2,70 ha.
Tras la aprobación de la Constitución de 1978, con el desarrollo de los consiguientes procesos autonómicos posteriores, Macotera, como parte integrante de la provincia de Salamanca, se integró en el año 1983 en la comunidad autónoma de Castilla y León.
Entrado ya el siglo XXI, en 2007, se celebra la primera feria multisectorial Villa de Macotera bajo el título de Los colores y sabores de nuestra tierra, siendo alcalde-presidente del ayuntamiento de Macotera Antonio Gómez Bueno. Contó con la asistencia de Alfonso Fernández Mañueco (que entonces ostentaba el cargo de consejero de la Presidencia de la Junta de Castilla y León) y de Isabel Jiménez García (entonces presidenta de la Diputación de Salamanca) además de 6 diputados y varios alcaldes de la comarca. Esta feria se volvió a repetir en los años posteriores con unos resultados superiores.

## Geografía
Sus coordenadas son: latitud, 40°49′52″N y longitud, 5°17′13″O. La rodean por el norte: Nava de Sotrobal, el despoblado de Sotrobal y Peñaranda de Bracamonte; por el este: Bóveda del Río Almar, Mancera de Abajo y Salmoral; al sur: Santiago de la Puebla, el despoblado de la Santa Cruz y Gajates y al oeste: el despoblado de Valeros, Tordillos y Coca de Alba.
| Noroeste: Tordillos | Norte: Nava de Sotrobal    | Nordeste: Bóveda del Río Almar |
| Oeste: Gajates      |                            | Este: Mancera de Abajo         |
| Suroeste: Gajates   | Sur: Santiago de la Puebla | Sureste: Salmoral              |

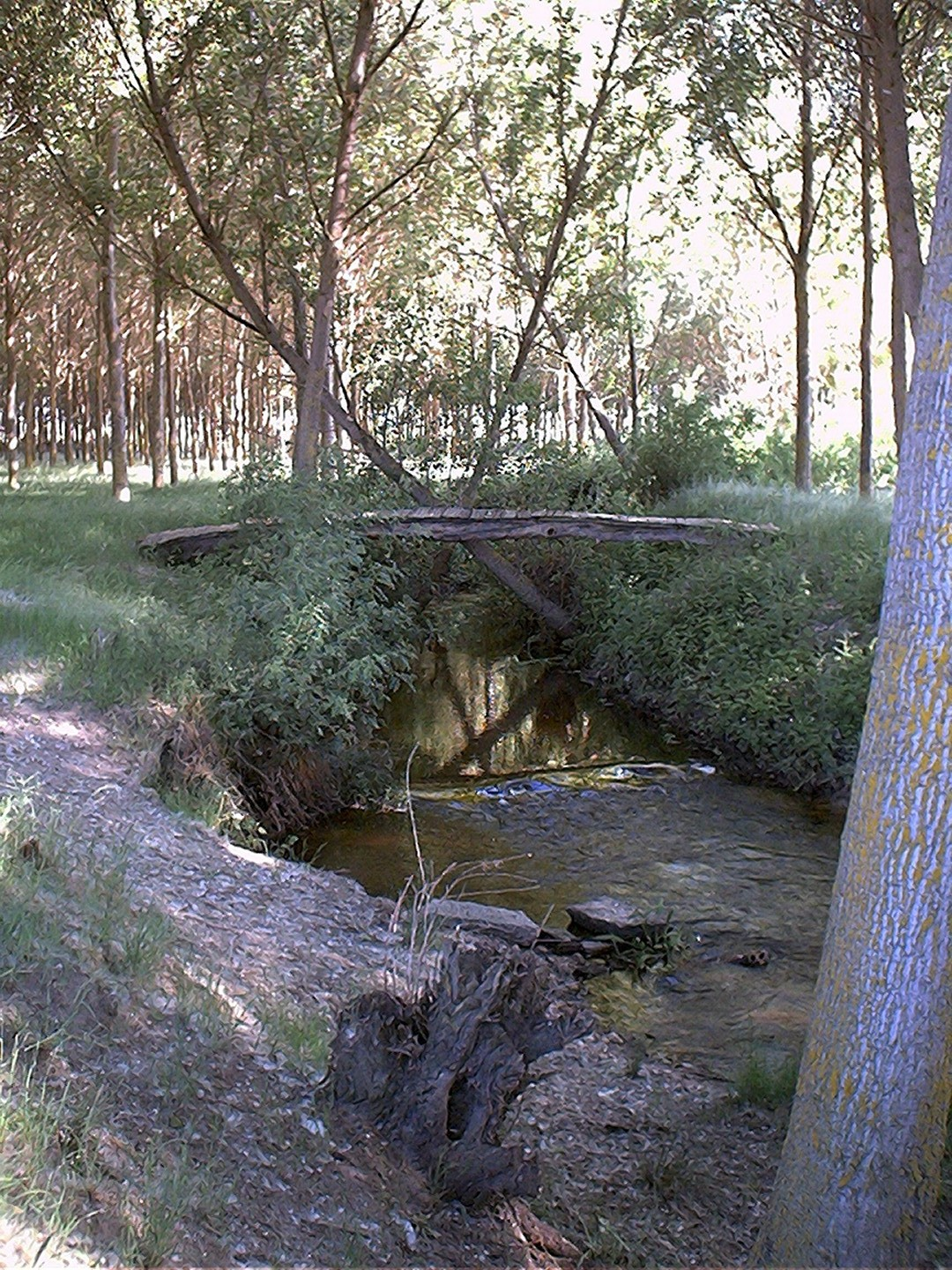
Río Margañán

Situada en un cruce de caminos, distinguimos los siguientes:
- El camino que comunica Mancera de Abajo y Tordillos (DSA-140) atraviesa la localidad de este a oeste.
- El camino que lleva desde Peñaranda de Bracamonte a Santiago de la Puebla cruza de norte a sur.
- Otro camino existente es el que nos lleva hasta Salmoral, que partía de la ermita de la Virgen de la Encina (DSA-155).[42]
- Por otro lado, por el término municipal de Macotera discurren dos vías pecuarias secundarias: el cordel de Alba de Tormes, de una anchura de 20,89 metros y la colada de Valdelamora, de una anchura de 15 metros.[43]
- Además de estos caminos antiguos existen dos carreteras modernas: la que va de Valladolid a Piedrahíta (SA-105) y la que conduce desde Macotera hasta Anaya de Alba (SA-113).

### Altitud
Macotera está ubicada a una altitud media 891 m s. n. m. En el cerro donde está colocada la imagen del Corazón de Jesús se llega a sobrepasar los 900 m s. n. m. Su altitud máxima es de 928 m s. n. m. en la Serna y la mínima 860 m s. n. m. en la cuenca del río Margañán que cruza el término de la villa y que antiguamente era llamado Misgañín.

### Clima
Su clima se caracteriza por ser riguroso, con temperaturas bajas en invierno y cálido en verano, lluvias escasas (cercanas a los 380 mm). Por ello decimos que se trata de clima continental. Las direcciones predominantes del viento son: noroeste, suroeste y oeste. Los provenientes del suroeste y oeste son templados, de procedencia atlántica y los del suroeste suelen traer lluvias. Los del noroeste son, sin embargo, fríos y secos.

### Flora y fauna
En el término municipal de Macotera se distinguen dos tipos de vegetación: la derivada del cultivo y la espontánea.
- En cuanto a la primera, es compuesta principalmente por cultivos de cereales de secano como la cebada, el trigo o el centeno y algunos cultivos industriales como el girasol. Escasean ya los viñedos, antaño predominantes en algunos parajes. Destacar además, los huertos en las vegas del río.
- En cuanto a la segunda, se circunscribe únicamente a la ribera del río Margañán y a los dos prados comunales: las Cárcavas y el Melgarejo. No podemos olvidarnos, además, del Monte de Fresnillo, al oeste de la población, que ocupa alrededor de 50 hectáreas y es el único monte de encinas existente en el término municipal.

En cuanto a la fauna, decir que parte del término municipal de Macotera es incluido dentro de la ZEPA de ‘Campos de Alba’. Concretamente, es protegida por esta figura la zona comprendida entre el camino de Tordillos y el de Mancera (unas 1600 ha). Destacar especialmente las poblaciones de Aguilucho cenizo, Ganga común, Ganga ortega y Avutarda. Abundan además ejemplares de perdices, conejos, liebres, palomas… también hay buitres leonados, águilas reales, lechuzas…

## Demografía
Macotera cuenta con una población de 1001 habitantes (INE 2024).
| Gráfica de evolución demográfica de Macotera entre 1842 y 2021                                                      |
| |
| Población de derecho según los censos de población del INE Población de hecho según los censos de población del INE |

En el primer gráfico, se observa la evolución aproximada de la población de Macotera en los últimos cinco siglos. Así señalar que hasta casi el siglo XVIII la población no supera los 1500 habitantes y que desde 1890 hasta 1960 la población llega a los 3000 vecinos.
En el segundo gráfico, se puede observar, de forma más ampliada y precisa, la evolución de la población en este último siglo. Señalar el notable retroceso de la población sobre todo durante la década de los sesenta debido a la emigración y la posterior estabilización.

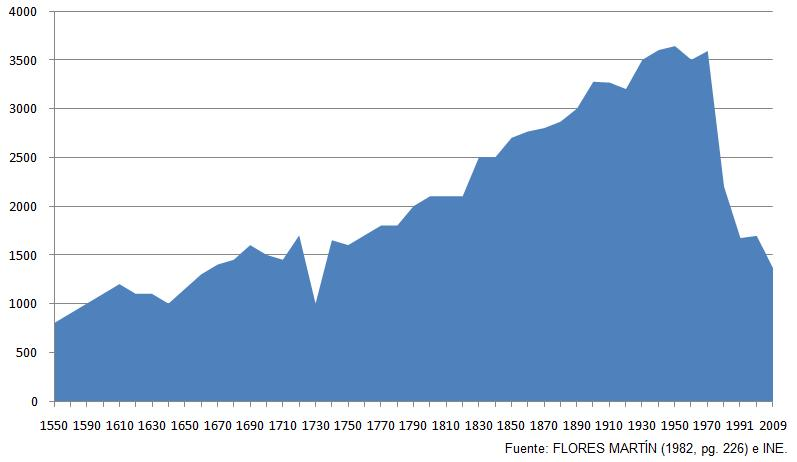
Evolución demográfica de Macotera, desde 1550 hasta 2009

## Economía

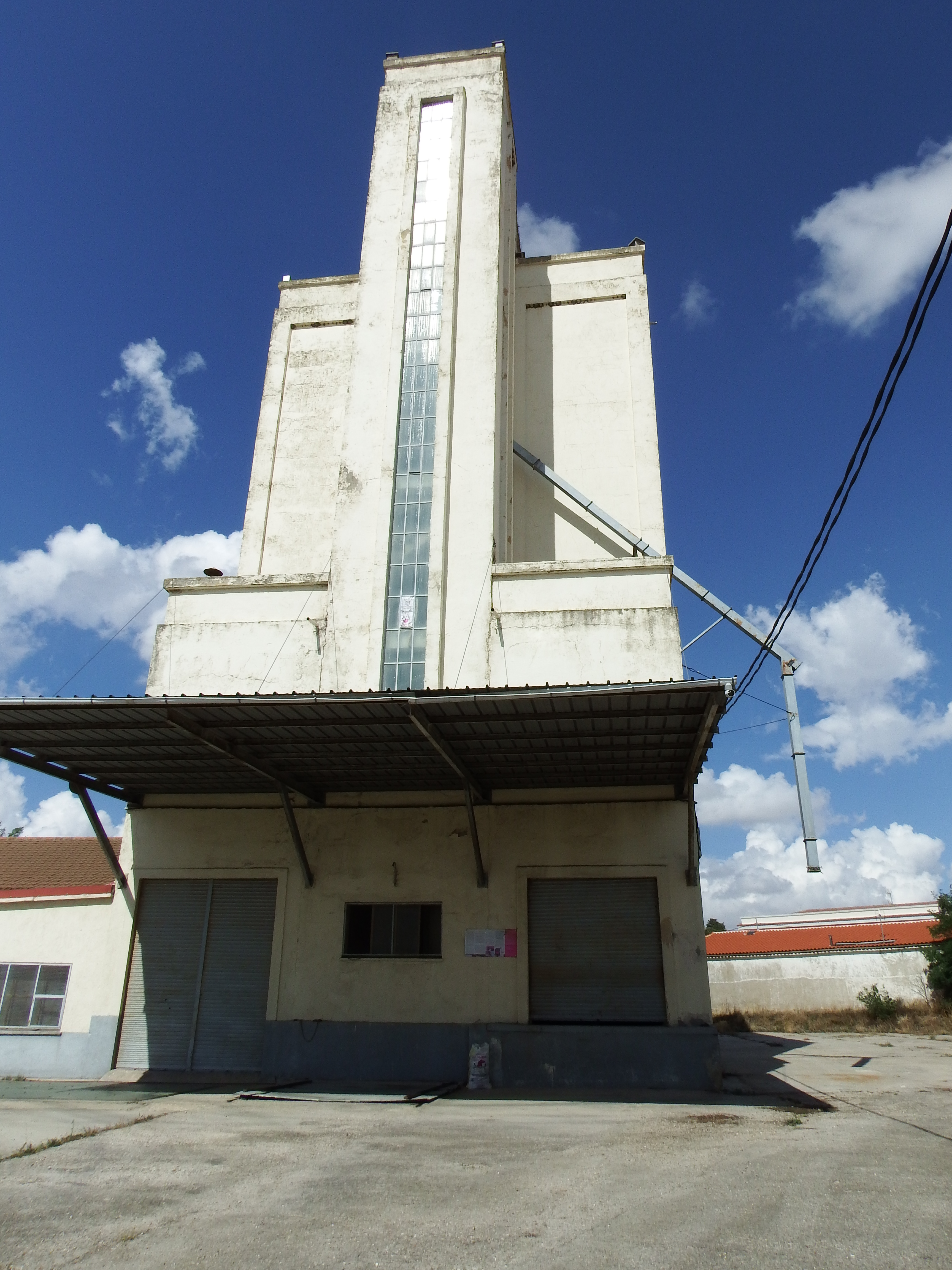
Silo de grano en Macotera

La actividad económica predominante en la villa es la agricultura de secano. También es importante la ganadería de vacuno y porcino (entre otras).
Es significativa la actividad del sector de la construcción, fundamentalmente dedicado a la edificación de viviendas unifamiliares de segunda residencia.
Todavía quedan algunos lavaderos de lana aunque ya no tienen la importancia que llegaron a alcanzar en los siglos XVIII y XIX. Es famosa además la elaboración del boto campero. Por otra parte, la variedad de servicios existentes denota un gran dinamismo socioecónomico:
| - Supermercado - Carnicerías (3) - Tienda de embutidos - Panaderías (2) - Estanco-quiosco - Farmacias (2) - Secadero de bacalao - Granja avícola - Granjas de perdices y codornices - Cafés, bares y discoteca (11) | - Restaurantes (2) - Casa rural - Tiendas de ropa (4) - Taller de costura - Peluquerías (2) - Droguerías (2) - Zapatería - Gasolinera - Carpinterías (2) - Pintores (3) | - Talleres mecánicos (2) - Taller mecánico eléctrico - Taller cerrajero - Taller de herrería - Electricista y fontaneros - Grupos de dulzaineros - Escuela de dulzaina - Reparación de bicicletas - Servicios agrícolas (2) - Empresas de construcción (11) | - Funeraria - Servicio jurídico - Cajas de ahorro y Bancos (4) - Corredurías de seguros (3) - Coop Macotera (crédito y cereales) - Cooperativa Agrícola S Isidro - Residencias de ancianos (2) - Lavaderos de lana (3) - Autoescuela - Transporte público |

## Administración y política

### Gobierno municipal
El primer alcalde democráticamente elegido tras la aprobación de la Constitución fue Manuel Bautista Gómez, que encabezó una agrupación de electores bajo las siglas de Candidatura Independiente (CI), que integraba sensibilidades de un amplio espectro político. Consiguieron una abrumadora mayoría: con un Ayuntamiento de 11 concejales, obtuvieron 8, quedando los tres restantes en manos de UCD (2) y PSOE (1).
Una vez disuelta dicha agrupación, en las elecciones de 1983 el PSOE consiguió hacerse con el poder de la mano de Agustín Bóveda. Pero lo perdió en 1987, ya que, a pesar de haber ganado las elecciones con 5 concejales, gobernó la coalición de Alianza Popular (5 concejales)  y el Centro Democrático y Social (1 concejal). Desde entonces y hasta principios de 2017, Macotera estuvo gobernada por el PP:
- Durante los mandatos que se sucedieron entre 1987 y 2007, fue alcalde Antonio Gómez Bueno. A partir de las elecciones de 1991 y hasta 2015 solo se presentaron dos partidos: PSOE y PP. Por otro lado, a partir de las elecciones de 1995, se redujeron los concejales de 11 a 9 que hay en la actualidad.
- Durante el periodo 2007-2011, tomó el bastón de mando Isabel Jiménez García que compatibilizó el cargo con el de presidenta de la Diputación de Salamanca.[52]
- En 2011, fue elegido y nombrado alcalde Francisco Blázquez Sánchez. El 19 de agosto de 2013, una vez acabadas las fiestas de san Roque, Francisco Blázquez dimitió 'por motivos personales',[53] siendo relevado por Jacinto García García, hasta entonces primer teniente de alcalde del Ayuntamiento.[54]
- En las elecciones de 2015 se presentaron tres partidos políticos distintos. Al PP y al PSOE se unió una agrupación de electores que tomó el nombre de Vecinos por Macotera (VpM), compuesta por miembros de distintas sensibilidades políticas y que encabezó Francisco Blázquez Sánchez (que había sido ya alcalde anteriormente bajo las siglas del PP). Como consecuencia de la irrupción de esta agrupación, el PP perdió la mayoría absoluta que mantenía desde el año 1991 (aunque volvió a ganar las elecciones) y el PSOE redujo a la mitad sus concejales. Ante la inexistencia de pacto entre el PSOE y la agrupación de electores, fue nombrado alcalde de nuevo Jacinto García García, cabeza de lista del partido más votado (PP).

Un cambio en las circunstancias hizo posible el pacto entre la agrupación de electores y los socialistas macoteranos, poniendo fin a casi 30 años de gobierno del PP. El 25 de enero de 2017 se celebró el pleno en el que se eligió alcalde al cabeza de lista de la agrupación, Francisco Blázquez Sánchez, aunque el gobierno pactado fue de coalición y el PSOE ocupó el puesto de primer teniente de alcalde y otras concejalías.
A las elecciones de 2019 también se presentaron tres partidos: PP, PSOE y una nueva agrupación de electores bajo el nombre de Coalición Independiente de Macotera (CIM). El PSOE ganó los comicios más de 30 años después, obteniendo 4 concejales por los 3 del PP y 2 de CIM. Ante la inexistencia de pacto alternativo, Antonio Méndez Ayuso (PSOE) fue nombrado alcalde por ser el cabeza de lista del partido más votado.
En el año 2023 el censo cayó por debajo de los 1000 habitantes, lo que provocó que la composición del Ayuntamiento bajara de 9 a 7 concejales. Concurrieron de nuevo a las elecciones sólo dos partidos, el PP y el PSOE, y las ganó, por mayoría absoluta, el PP siendo nombrado alcalde Benjamín Madrid García.
| Periodo   | Nombre                | Partido | Partido                                  |
| --------- | --------------------- | ------- | ---------------------------------------- |
| 1979-1983 | Manuel Bautista       |         | Candidatura independientes (CI)          |
| 1983-1987 | Agustín Bóveda        |         | Partido Socialista Obrero Español (PSOE) |
| 1987-2007 | Antonio Gómez Bueno   |         | Partido Popular (PP)                     |
| 2007-2011 | Isabel Jiménez García |         | Partido Popular (PP)                     |
| 2011-2013 | Francisco Blázquez    |         | Partido Popular (PP)                     |
| 2013-2017 | Jacinto García        |         | Partido Popular (PP)                     |
| 2017-2019 | Francisco Blázquez    |         | Vecinos por Macotera (VpM)               |
| 2019-2023 | Antonio Méndez        |         | Partido Socialista Obrero Español (PSOE) |
| 2023-act. | Benjamín Madrid       |         | Partido Popular (PP)                     |

| Partido político                          | 2023  | 2023  | 2023       | 2019  | 2019  | 2019       | 2015  | 2015  | 2015       | 2011  | 2011  | 2011       | 2007  | 2007  | 2007       | 2003  | 2003  | 2003       | 1999  | 1999  | 1999       | 1995  | 1995  | 1995       | 1991  | 1991  | 1991       | 1987  | 1987  | 1987       | 1983  | 1983  | 1983       | 1979  | 1979  | 1979       |
| Partido político                          | %     | Votos | Concejales | %     | Votos | Concejales | %     | Votos | Concejales | %     | Votos | Concejales | %     | Votos | Concejales | %     | Votos | Concejales | %     | Votos | Concejales | %     | Votos | Concejales | %     | Votos | Concejales | %     | Votos | Concejales | %     | Votos | Concejales | %     | Votos | Concejales |
| Partido Popular (PP)                      | 59,75 | 438   | 4          | 36,79 | 284   | 3          | 44,90 | 374   | 4          | 59,19 | 544   | 5          | 57,10 | 607   | 5          | 51,28 | 602   | 5          | 59,77 | 731   | 6          | 54,76 | 702   | 5          | 60,96 | 784   | 7          | 42,27 | 566   | 5          | 43,75 | 592   | 5          | —     | —     | —          |
| Partido Socialista Obrero Español (PSOE)  | 39,56 | 290   | 3          | 37,05 | 286   | 4          | 19,57 | 163   | 2          | 39,83 | 366   | 4          | 41,67 | 443   | 4          | 46,34 | 544   | 4          | 38,84 | 475   | 3          | 44,31 | 568   | 4          | 38,10 | 490   | 4          | 47,20 | 632   | 5          | 56,25 | 761   | 6          | 15,04 | 179   | 1          |
| Coalición Independiente de Macotera (CIM) | —     | —     | —          | 25,39 | 196   | 2          | —     | —     | —          | —     | —     | —          | —     | —     | —          | —     | —     | —          | —     | —     | —          | —     | —     | —          | —     | —     | —          | —     | —     | —          | —     | —     | —          | —     | —     | —          |
| Vecinos por Macotera (VpM)                | —     | —     | —          | —     | —     | —          | 34,69 | 289   | 3          | —     | —     | —          | —     | —     | —          | —     | —     | —          | —     | —     | —          | —     | —     | —          | —     | —     | —          | —     | —     | —          | —     | —     | —          | —     | —     | —          |
| Centro Democrático y Social (CDS)         | —     | —     | —          | —     | —     | —          | —     | —     | —          | —     | —     | —          | —     | —     | —          | —     | —     | —          | —     | —     | —          | —     | —     | —          | —     | —     | —          | 9,71  | 130   | 1          | —     | —     | —          | —     | —     | —          |
| Unión de Centro Democrático (UCD)         | —     | —     | —          | —     | —     | —          | —     | —     | —          | —     | —     | —          | —     | —     | —          | —     | —     | —          | —     | —     | —          | —     | —     | —          | —     | —     | —          | —     | —     | —          | —     | —     | —          | 22,77 | 271   | 2          |
| Candidatura independiente (CI)            | —     | —     | —          | —     | —     | —          | —     | —     | —          | —     | —     | —          | —     | —     | —          | —     | —     | —          | —     | —     | —          | —     | —     | —          | —     | —     | —          | —     | —     | —          | —     | —     | —          | 62,18 | 740   | 8          |

#### Evolución de la deuda viva municipal
El concepto de deuda viva contempla solo las deudas con cajas y bancos relativas a créditos financieros, valores de renta fija y préstamos o créditos transferidos a terceros, excluyéndose, por tanto, la deuda comercial.
| Gráfica de evolución de la deuda viva del Ayuntamiento entre 2008 y 2024                           |
| |
| Deuda viva del Ayuntamiento de Macotera, en miles de euros, según datos del Ministerio de Hacienda |

### Servicios municipales
Entre los servicios e instalaciones municipales hoy existentes (algunos compartidos con otras instituciones como la Mancomunidad Margañán) hay que destacar:
| - Casa consistorial. - Biblioteca municipal. - Pabellón de deportes cubierto. - Canchas deportivas. - Frontón municipal. - Campo de fútbol (en desuso). | - Teatro de Sta. Ana. - Cuartel de la Guardia Civil. - Museo Etnográfico. - Oficina de Correos. - Juzgado de paz. - Piscinas municipales. | - Oficina de turismo. - Parques municipales (3). - Espacio de recreo ‘Las Cárcavas’. - Plaza de toros. - Mercado semanal (miércoles). - Recogida de basuras. | - Estación depuradora de aguas residuales (EDAR). - Consultorio médico. - Educación. - Asistencia religiosa. - Cementerio. - Escuela de música. |

## Monumentos y lugares de interés

### Iglesia de Nuestra Señora del Castillo
Macotera cuenta con una iglesia parroquial dedicada a Nuestra Señora del Castillo que data de los siglos XV y XVI, como así lo atestiguan los escudos de armas que aparecen en el tímpano de la puerta sur, pertenecientes a los mecenas, el II duque de Alba y su esposa.
El exterior de la iglesia deja ver su aparejo de sillería de granito, los estribos de su ábside y dos portadas de estilo hispano flamenco. La torre, adosada a los pies de la iglesia, es muy grande y de planta trapezoidal. Ésta seguramente sea más antigua (como ya se ha expuesto antes) que la iglesia y tuviese, en la época de la reconquista y de las guerras entre los primeros reinos cristianos, una función defensiva.
En su interior, la iglesia está dividida en tres naves, siendo la central mayor que las laterales. Se dividen con dos arcos escarzanos que se apoyan en pilastras y que hacen que no sea necesaria la utilización de columnas. Se trata por tanto de una iglesia de planta de salón (hallenkirche), caracterizada por la existencia de tres naves sin crucero.
Dentro de la iglesia es importante el enorme artesonado mudéjar de par y nudillo dorado con mocárabes y con seis pares de tirantes que hace de techo de la nave central y que ha recibido el nombre de "el cielo de Macotera" y la tribuna tallada por Andrés López de Carmona y Sebastián García hacia el año 1550. Por otro lado hay cinco retablos: 
- El retablo mayor que data del siglo XVIII con tallas de Nuestra Señora del Castillo, san Juan Bautista, La Inmaculada y san Ildefonso.
- En la nave lateral derecha se encuentra el retablo del Rosario y el dedicado al Sagrado Corazón de Jesús.
- En la nave lateral izquierda destaca el retablo del Cristo y el dedicado a Jesús Nazareno.

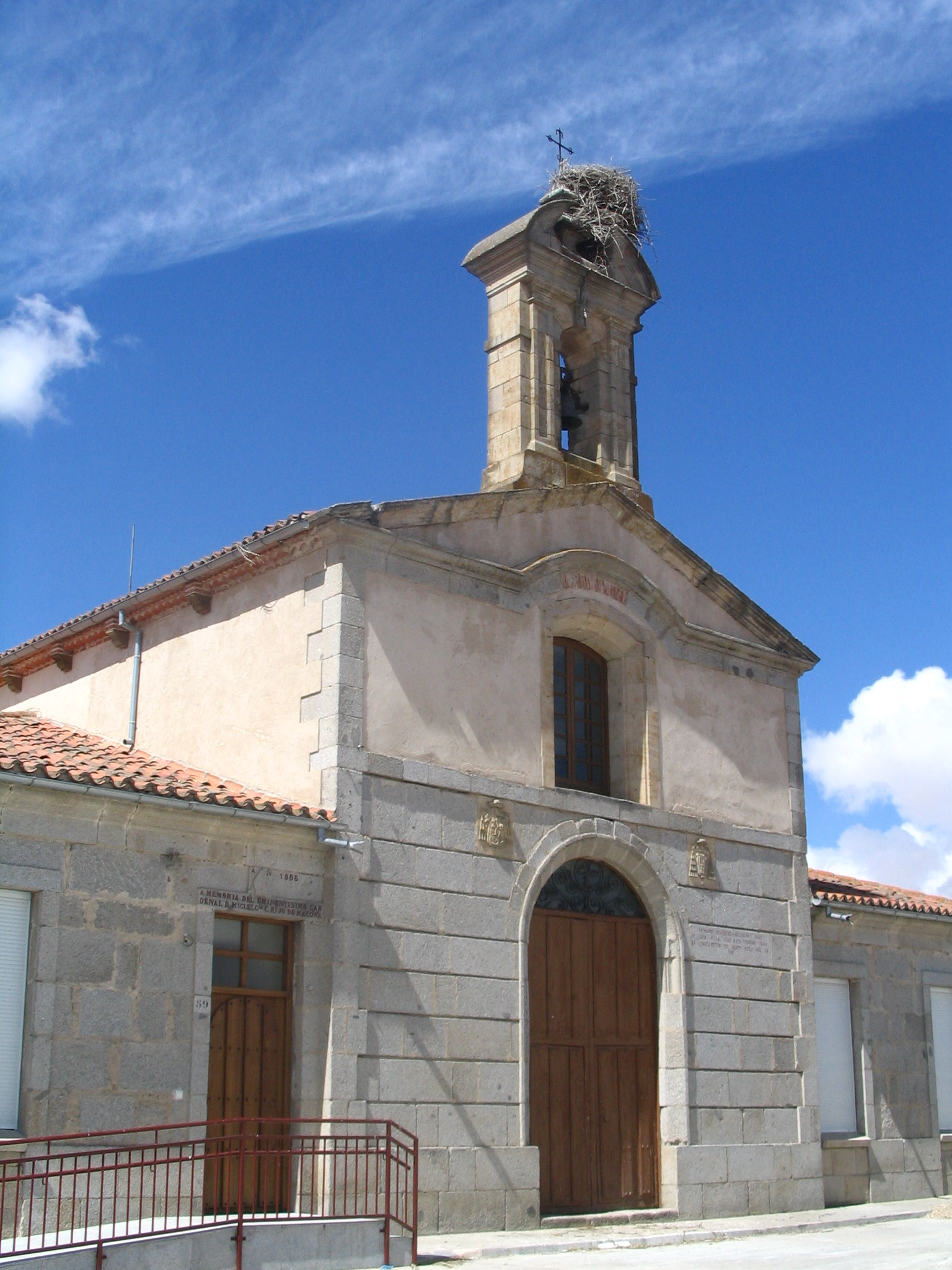
Hospital de Santa Ana

### Ermitas
Macotera conserva dos ermitas de las seis que hubo en la antigüedad: la del Cristo de las Batallas (de los años 20) que posee una talla del mismo nombre datada entre los siglos XVII-XVIII, y otra dedicada a la Virgen de la Encina (de la década de los 70) que es la patrona de la villa. Hubo además una dedicada al Santo Ángel (ubicada en la Cotorrita), otra a San Gregorio (ubicada en las inmediaciones del Cuartel de la Guardia Civil, era el patrón de los mozos del pueblo), otra a Santa Ana (ubicada en el suelo del Centro Cultural de Santa Ana) y otra llamada de la Salutación (ubicada en la calle Honda, cerca de la intersección con la calle Alconada).

### Hospital
Otro edificio importante es el Hospital de Santa Ana o del Cardenal Cuesta mandado construir en el siglo XIX por el padre Cámara (obispo de Salamanca) después de visitar la villa donde el cólera había causado estragos. Este edificio ha tenido innumerables usos (escuela, hospital de sangre durante la Guerra Civil...), siendo ahora utilizado como residencia de ancianos. Consta este hospital de una capilla que el obispo de Salamanca llamó de la Virgen de los Dolores pero que en la actualidad está bajo la advocación de la Virgen Milagrosa (debido a la influencia de la congregación de Hijas de la Caridad que ocuparon este edificio antes de construirse la residencia del Cerro que actualmente regentan).

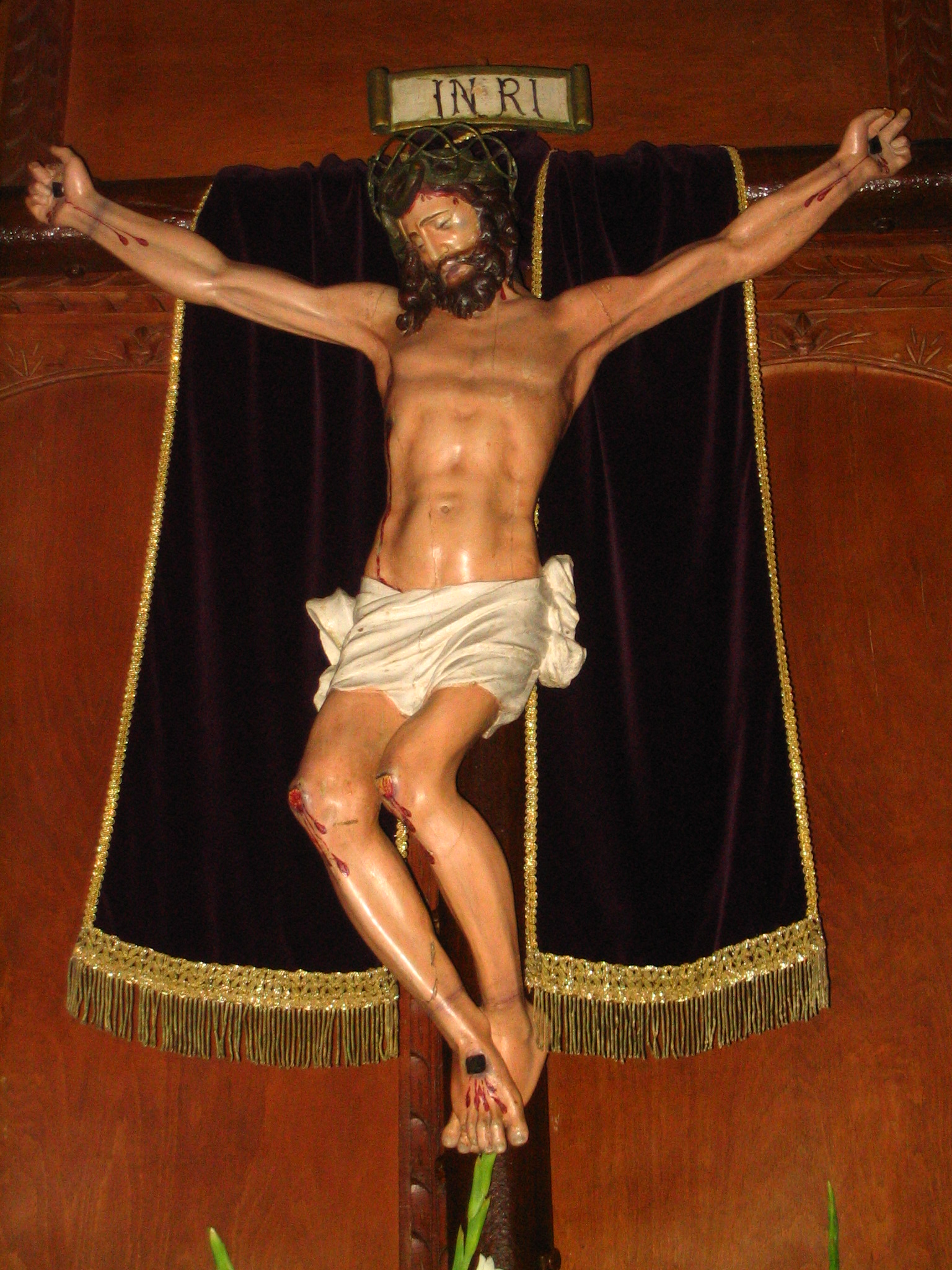
Cristo de las Batallas

### Cerro
En el cerro en el cual está recostada la villa se encuentran las imágenes del Sagrado Corazón de Jesús y del Corazón Inmaculado de María, esculpidas en 1949 por Damián Villar González. Este monumento se erigió a iniciativa del sacerdote macoterano Clemente Sánchez y fue posible su construcción gracias a la colaboración del pueblo entero que apoyó la idea tanto económicamente como aportando su propio trabajo.
- La figura principal, la del Corazón de Jesús, tiene un pedestal de granito de unos doce metros de altura y la estatua, que es de mármol, mide cuatro metros.
- También se esculpió otra estatua más pequeña, hecha de terracota y dedicada al Corazón Inmaculado de María, que se colocó hacia la mediación del Cerro.

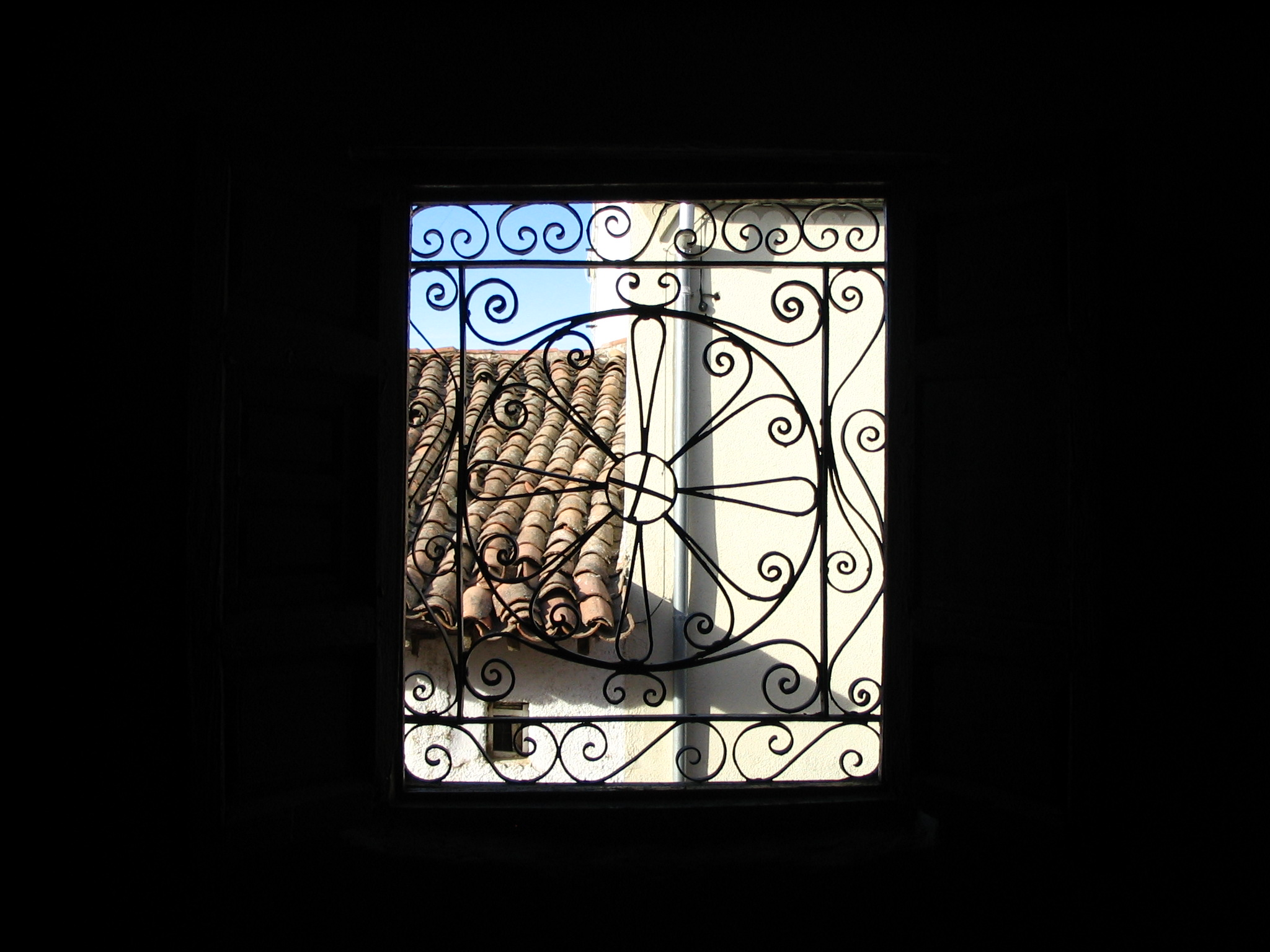
Rejería de una ventana

### Otros
Es interesante dar un paseo por las calles de la villa en donde se pueden encontrar dinteles de puertas antiguas así como inscripciones o relieves hechos en las fachadas de las casas en las cuales vive o vivió alguien que ha sido mayordomo del Santísimo, de san Roque, de la Virgen de la Encina, del Cristo de las Batallas… También es interesante observar la rejería que se utilizaba antiguamente para tapar las ventanas así como visitar las famosas bodegas, hechas bajo la casa en la arenisca, en donde se preparaba el famoso vino macoterano.
Por último, mencionar el Museo de las llanuras y campiñas de Salamanca, ubicado en el edificio contiguo al ayuntamiento en la plaza Mayor de la villa e inaugurado el día 1 de agosto de 2007. En él se puede encontrar todo tipo de utensilios usados antiguamente en las labores del campo, tales como una viga para prensar la uva en la bodega, carros, yugos, garios, trillos, azuelas... todos ellos donados por macoteranos. El edificio está dividido en tres áreas diferentes: servicios, exposición permanente y temporal que tienen cabida en las cuatro plantas del inmueble.

## Cultura

### Fiestas patronales

Fiestas de San Roque 2010

En agosto, del 14 al 19, se celebran las fiestas de san Roque, patrón de Macotera.
- El día de la Víspera (el 14) se produce el desfile de peñas, luego tiene lugar el pregón y se proclaman la reina, las damas, el rey y los caballeros de las fiestas.
- Al día siguiente se celebra el día de la Virgen de la Encina, patrona de la localidad, con una misa solemne que tiene lugar en el templo parroquial desde el año 1727 y que antes se celebraba en la ermita (el cambio fue debido a la afluencia de fieles).
- El 16 es el día grande: por la mañana se celebra el tradicional encierro por las calles y a mediodía, después de la misa y de la loa al patrón, da comienzo la tradicional procesión, que suele durar más de 6 horas, en la que se baila a san Roque «la Charrá». Esta procesión, que es más que un acto religioso, es una de las manifestaciones propias del folclore macoterano. Se trata de un auténtico espectáculo etnográfico durante el cual la villa recuerda los favores que ha concedido (especialmente durante las epidemias de peste) y sigue concediendo el patrón. Es un acto alegre en el que todo el municipio no deja de bailar y vitorear a los patrones y a Macotera. Por la tarde tiene lugar el primer espectáculo taurino.
- El día 17 se celebra san Roque 'el chico' con encierro y un espectáculo taurino al igual que el día 18.
- El año 2001, se recuperó el encierro a caballo tradicional que se había dejado de celebrar el año 1951 y que atrae a gente de toda la comarca.

Además de todo esto se celebran otras actividades dirigidas a gente de todas las edades. Durante todas las fiestas las peñas toman un papel protagonista.
El 8 de septiembre se celebra la fiesta de Nuestra Señora de la Encina con misa y procesión tradicionales y con una suelta de vaquillas entre otras actividades como una paellada o baile.

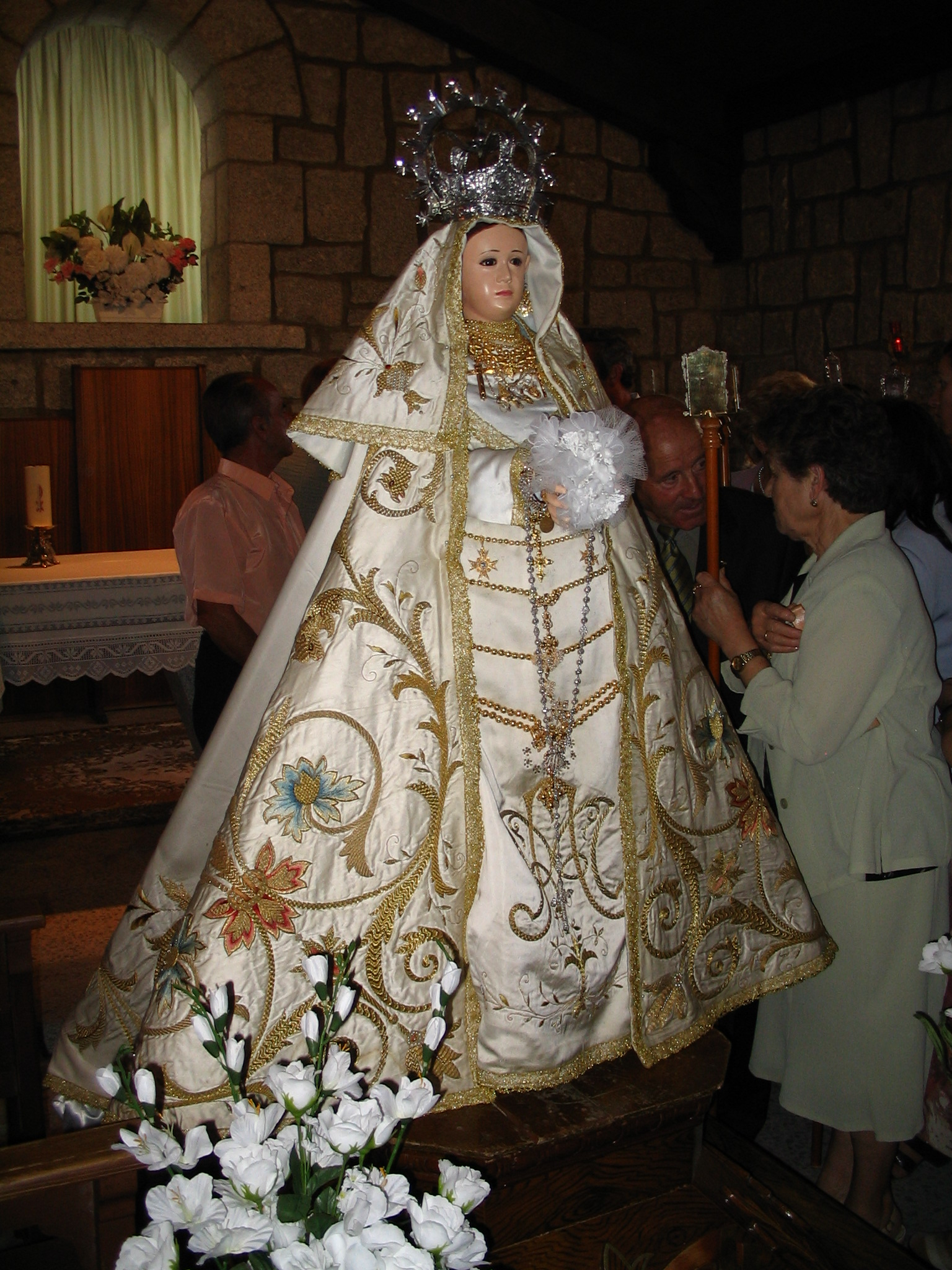
Virgen de la Encina en su ermita
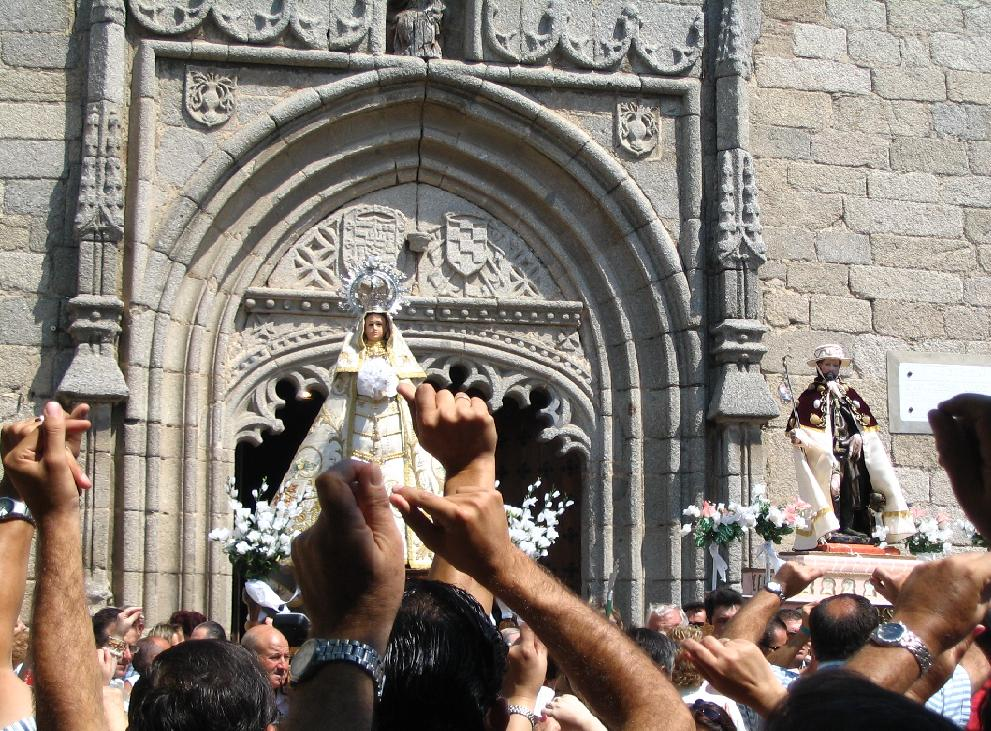
Patrones de Macotera a su salida del templo parroquial
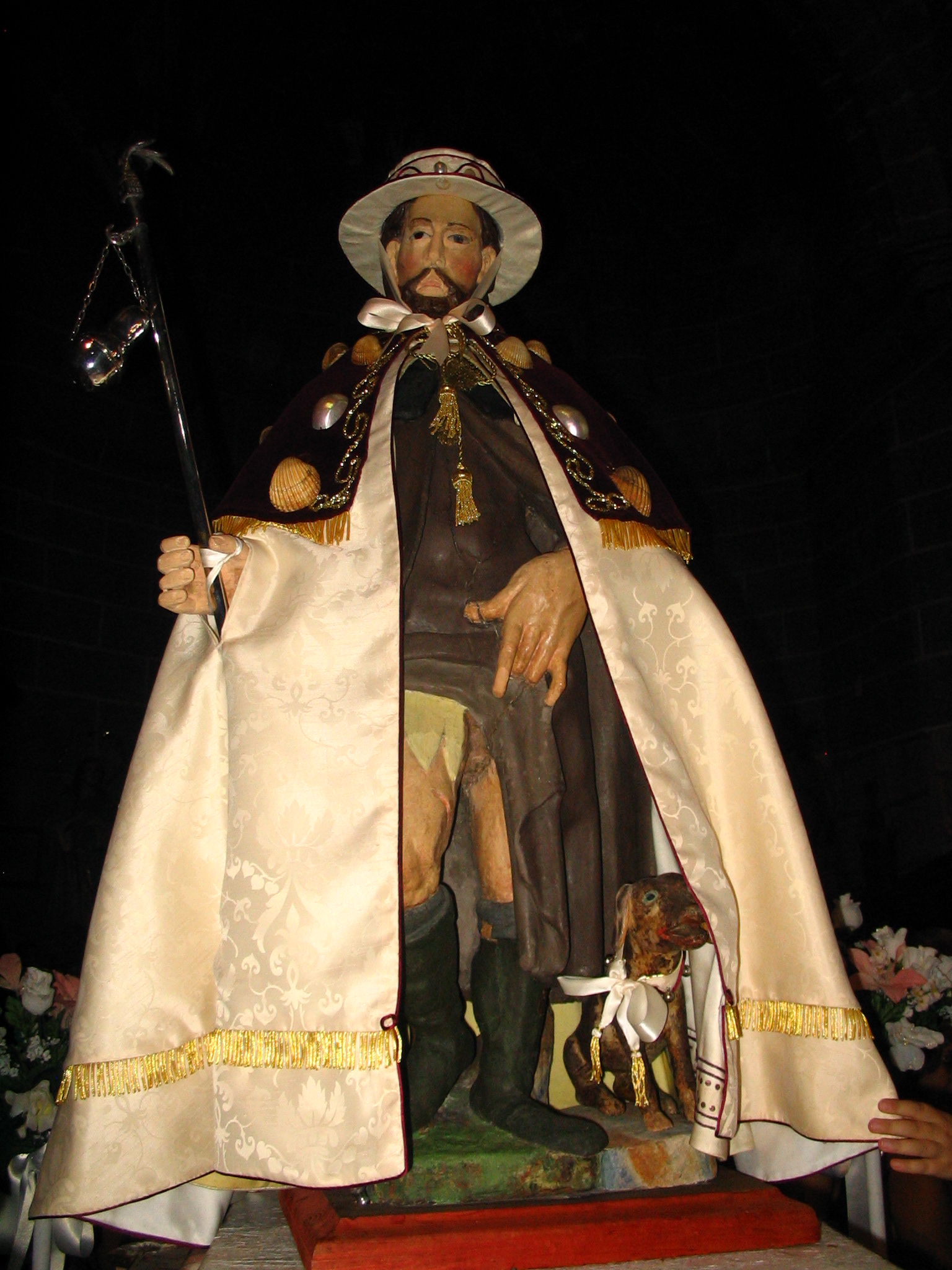
San Roque
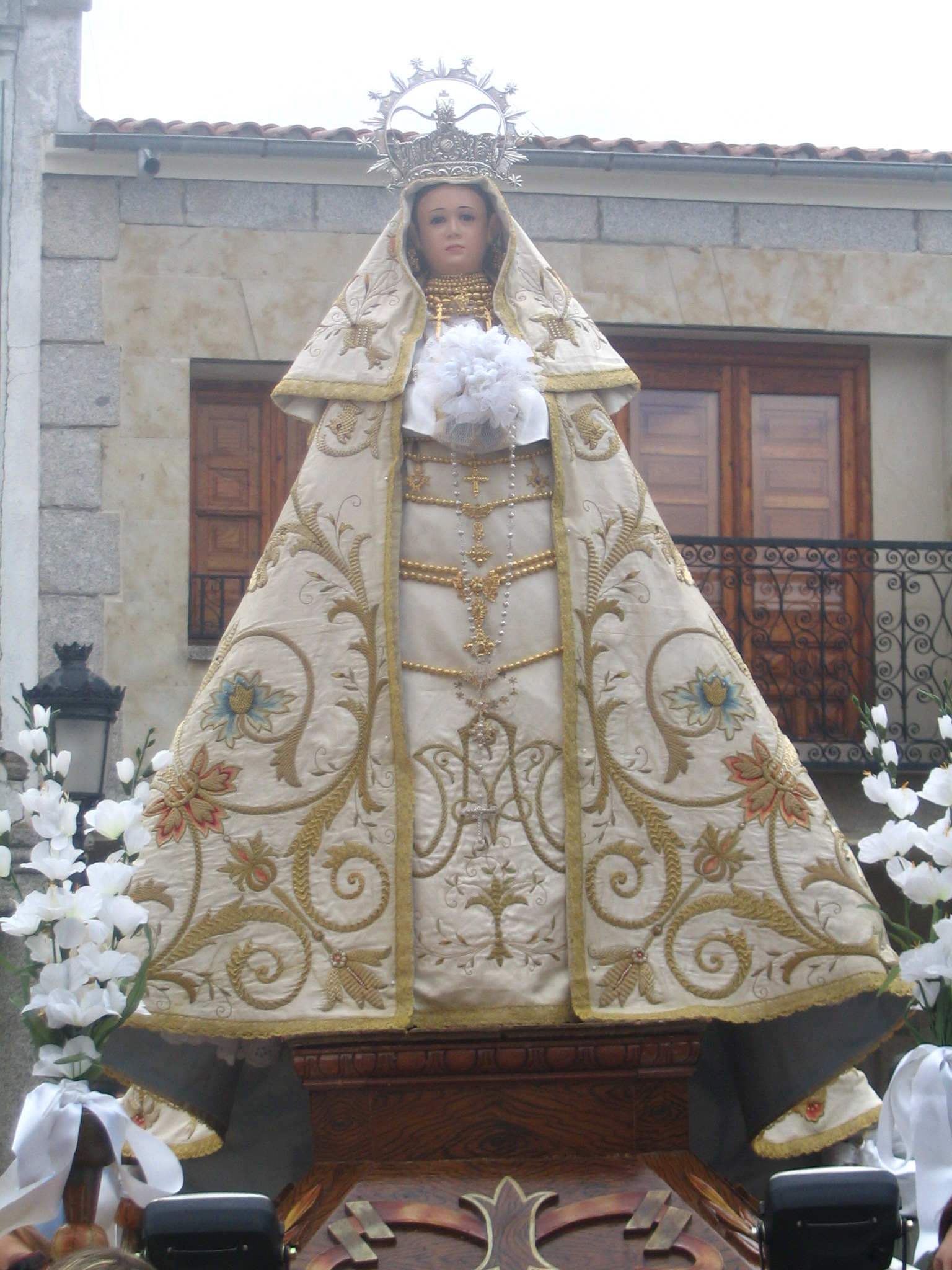
Virgen de la Encina
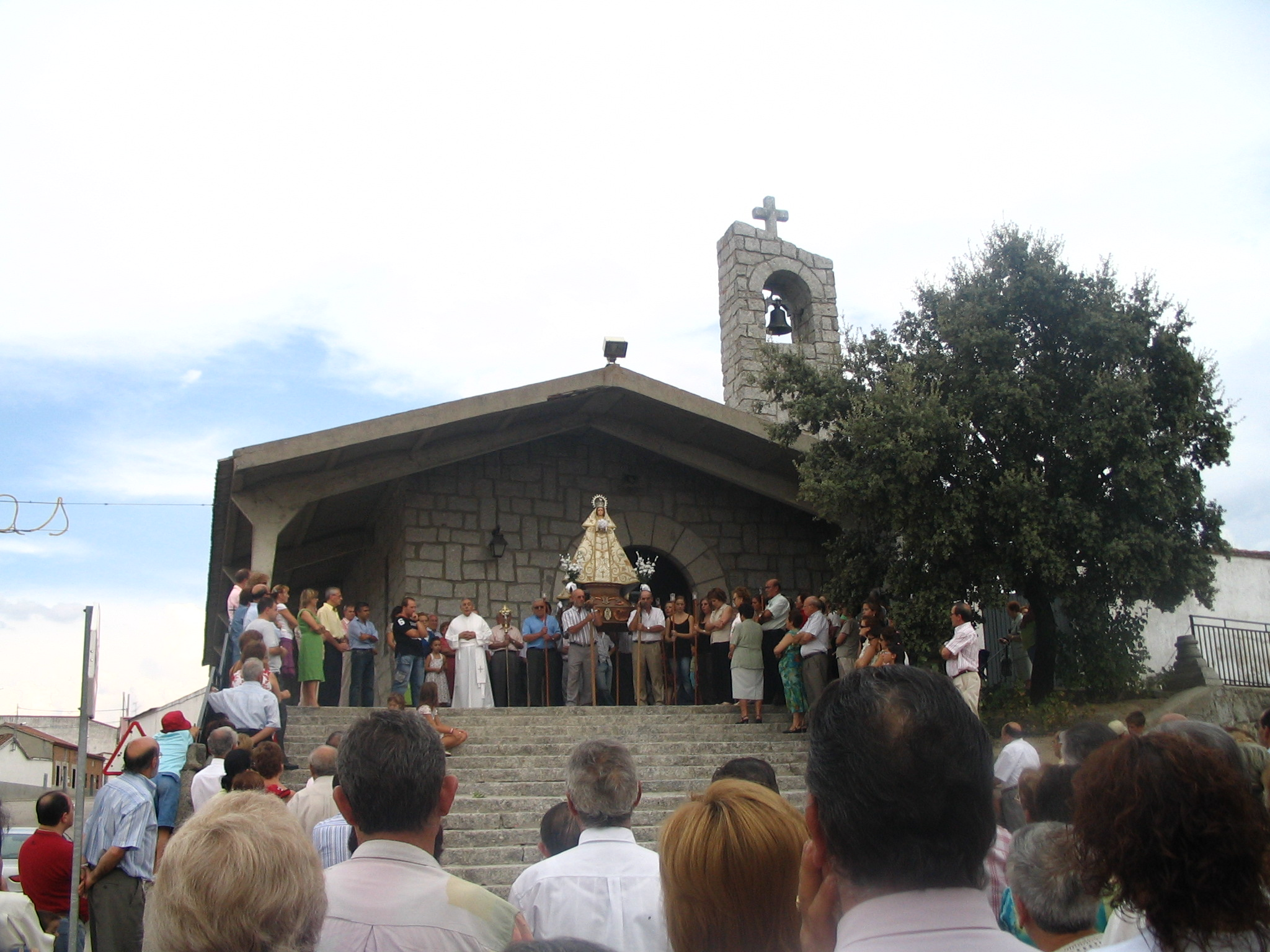
Procesión del 8 de septiembre
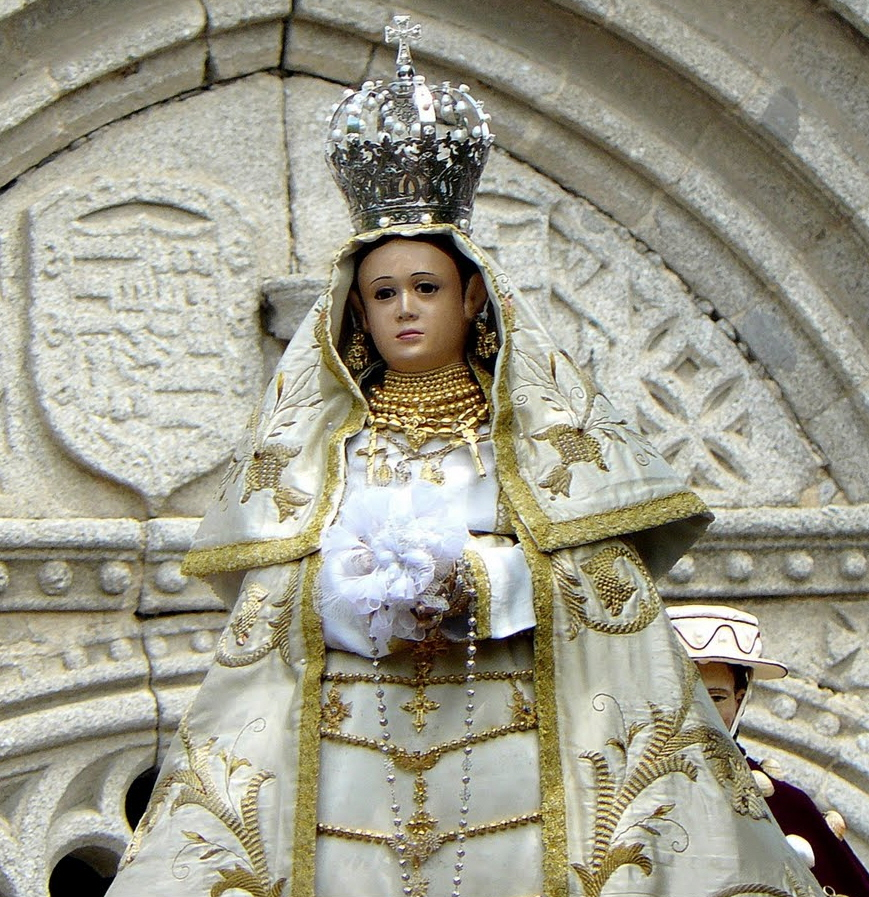
Nuestra Señora de la Encina

### Tauromaquia

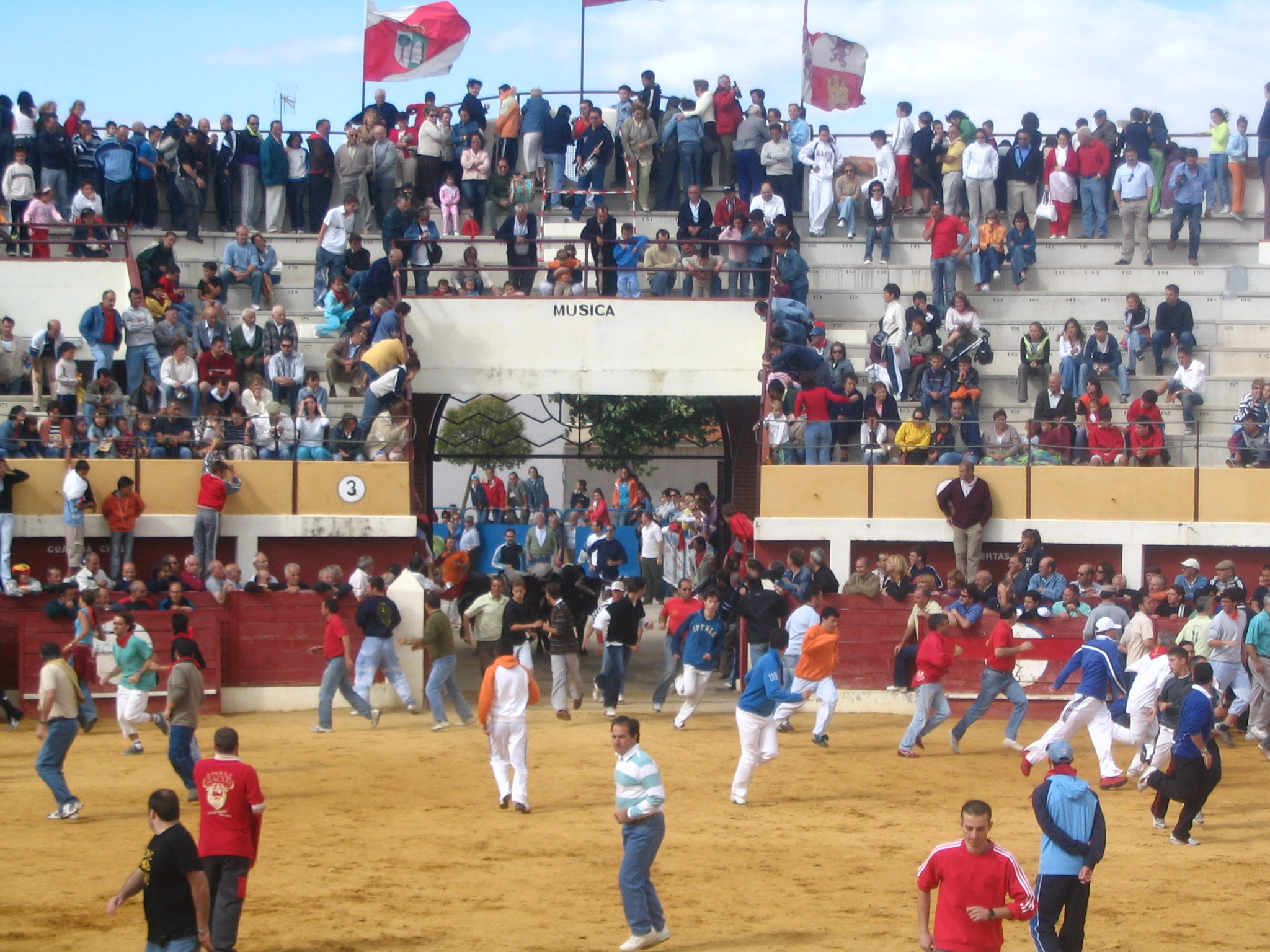
Encierro

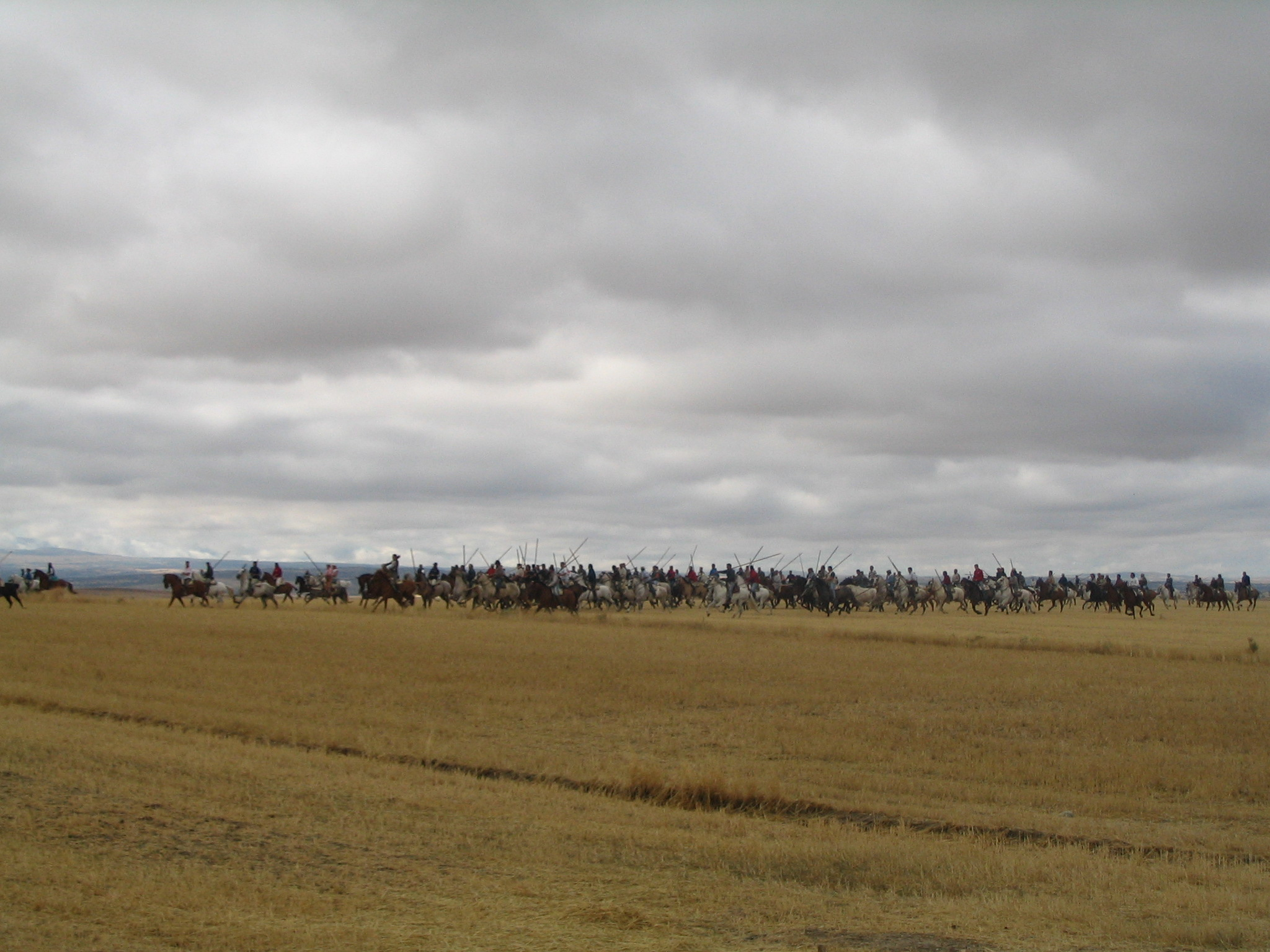
Encierro a caballo

El ganado vacuno siempre ha estado muy presente en Macotera, utilizándose principalmente en las labores agrícolas. Con el paso del tiempo, y al empezar a mecanizarse la actividad agrícola, se sustituyeron los animales por las máquinas. Pero esas raíces de antaño aún subsisten y son palpables en las fiestas patronales de agosto y septiembre.
Dentro de los festejos celebrados en la villa, desde antiguo, se destacan los taurinos que eran organizados en las celebraciones más importantes (ejemplo, inauguración de la iglesia).
Los toros asociados a las fiestas patronales están documentados desde 1563 en honor a Nuestra Señora de la Visitación: así, el obispo de Salamanca manda que se cierre la puerta de la iglesia durante las celebraciones taurinas del 15 de agosto porque la gente se resguardaba dentro de la ella y había peligro de que entrase el toro.
Tradicionalmente, los toros bajaban al alba por el camino de Peñaranda acompañados por los vaqueros a caballo que guiaban a los toros desde el campo. Una vez dentro de la plaza Mayor se guardaban en el corral del antiguo hospital de la plaza Mayor. Por la tarde, en una plaza Mayor rodeada de carros y trillos (que hacían las veces de burladeros), tenía lugar la corrida de toros.

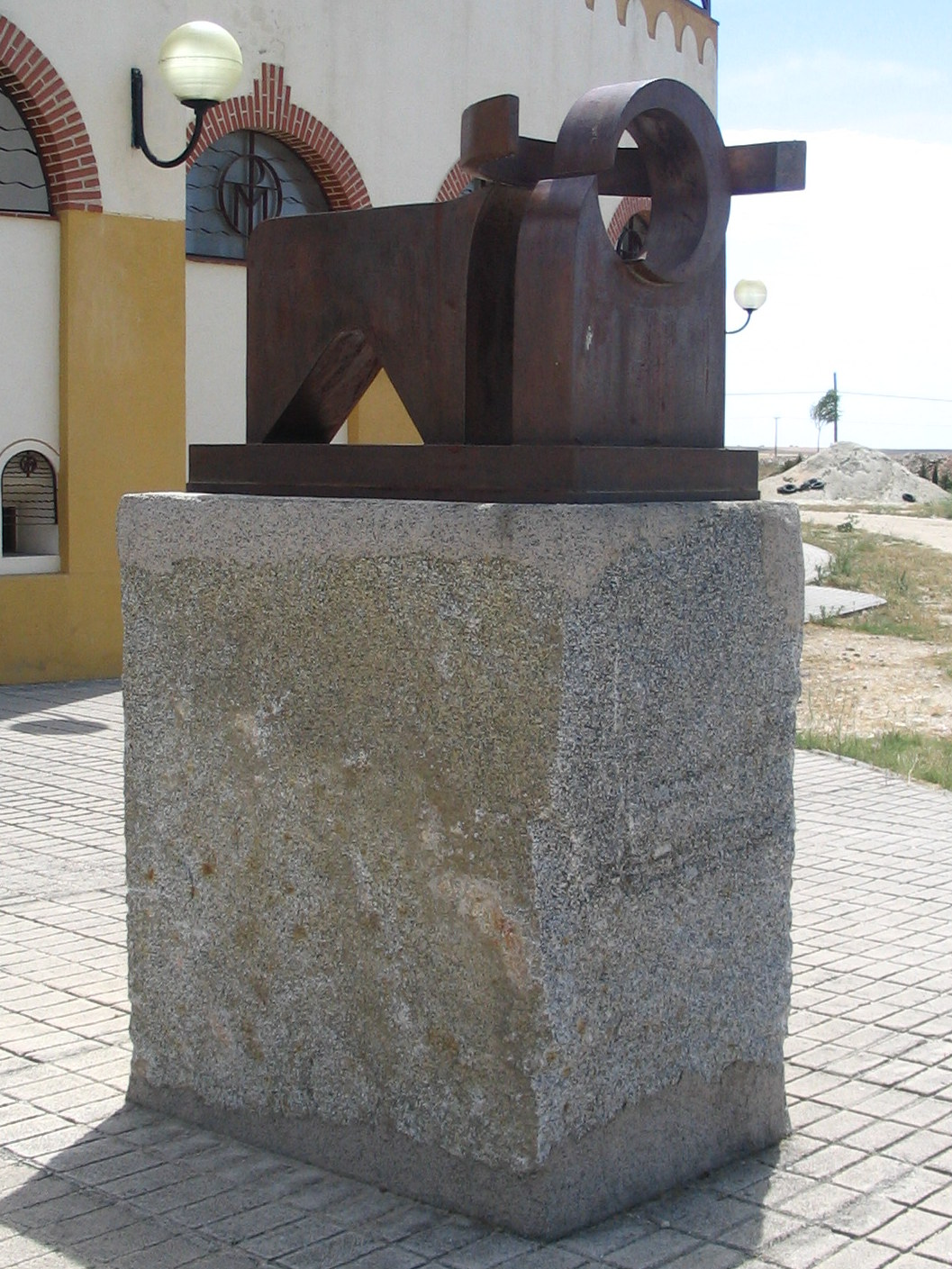
Escultura en la plaza de toros

Pasados los años, y ante el poco espacio que había en la plaza Mayor y la escasez de carros, se decide trasladar los festejos a la plaza de la Leña y se empieza a utilizar una plaza de toros portátil que se colocará en los años sucesivos en las Eras Grandes, entre el colegio y las canchas deportivas. También se pierde el encierro a caballo por el campo (1951) reduciéndose a un recorrido por algunas calles de la villa a pie (encierro urbano).

#### Los toros en la actualidad
Unos años después, el 19 de junio de 1999, se inaugura una nueva plaza de toros que se ubicó en la calle de las Eras Nuevas, próxima a la carretera de Piedrahíta. Ésta tiene capacidad para 4000 espectadores, ascensor para minusválidos, quirófano, capilla, desolladero…
En el año 2001, cincuenta años después de su desaparición, se recuperaron los encierros a caballo por el campo, sin renunciar a los ya consolidados encierros urbanos.

### Apodos

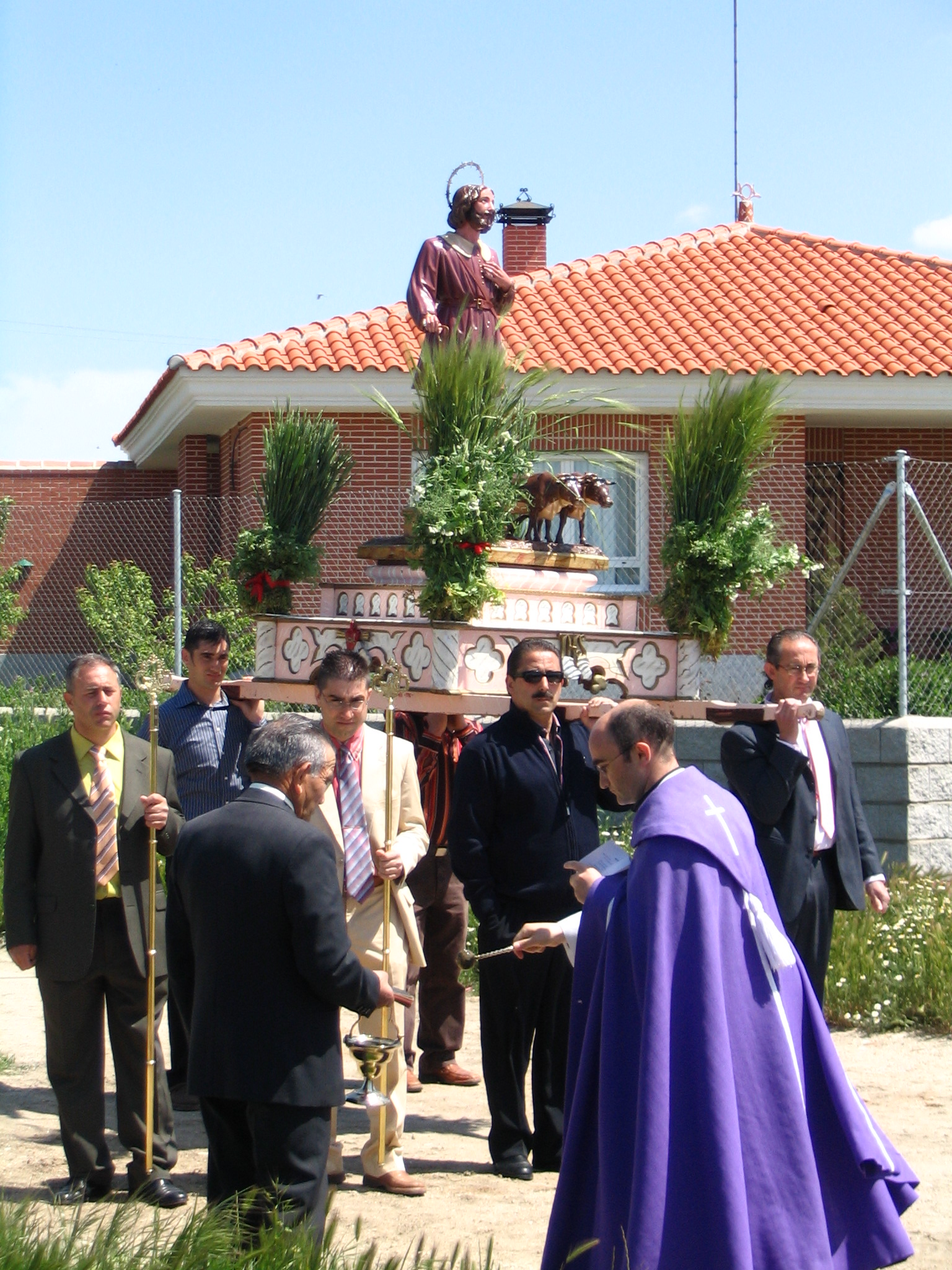
San Isidro (2007), centenario de la Coop. Agrícola S. Isidro

Como en muchos pueblos, a las familias y a las personas no se les conoce por su nombre y apellidos, sino por un apodo. Aquí en Macotera esto tiene vital importancia, toda familia tiene uno, y pasa de padres a hijos como si de un bien físico (como una casa o una finca) se tratara, de ahí que algunos de los apodos existentes tengan varios siglos de antigüedad. Estudiosos como Eutimio Cuesta han llegado a clasificar 580 apodos en categorías como:
- Oficios (Aceiterín, Calero, Confitero, Chapilla, Herrero, Hornero, Molinero, Panadero, Fraile...).
- Adquiridos por acto llamativo y reiterativo (Cajarines, Calderas, Calzaeras, Capalaperra, Chuparroscas, Comenencias, Pocarropa...).
- De origen patronímico (Adrián, Arturo, Dieguines, Dulio, Felipe, Gabrieluco, Gómez, Gumersindo, Juanancho, Madriles, Manolillo, Paquique, Pascuito...).
- Compuestos de nombre y mote, (Frailón, Misionas...).
- Del mundo material, animal y vegetal (Cabra, Cebollinas, Chaquetilla, Garrapín, Gavilán, Lobita, Pepino, Portalero, Quesque, Roble, Cabañas, Violeta, Gallinero...).
- Del espíritu de imitación (Brisca...).
- Aspecto físico (Bedija, Calores, Cantarillas, Capucho, Mocito, Porreto, Potanche...): alto y delgado (Peruchina...), bajo y gordo (Barriles...), por el color de la piel (Berrendo, Colorao, Moreno…), manera de ser (Bicho, Candonga, Confite, Gitano, Coñita, Esparrama, Faciosa, Fachenda, Majo, Pachulo, Patán, Parleta, Pondera, Rondajo, Ronquillo...).
- Motes de los cuales no se conoce su procedencia (Barquillos, Chachín, Habanero, Jardines, Junquera, Macuca, Maruso, Minuto, Monsas, Ñurris, Pijota, Sandín, Tobalo, Trinque, Vinato, Chiquino,...).[72]

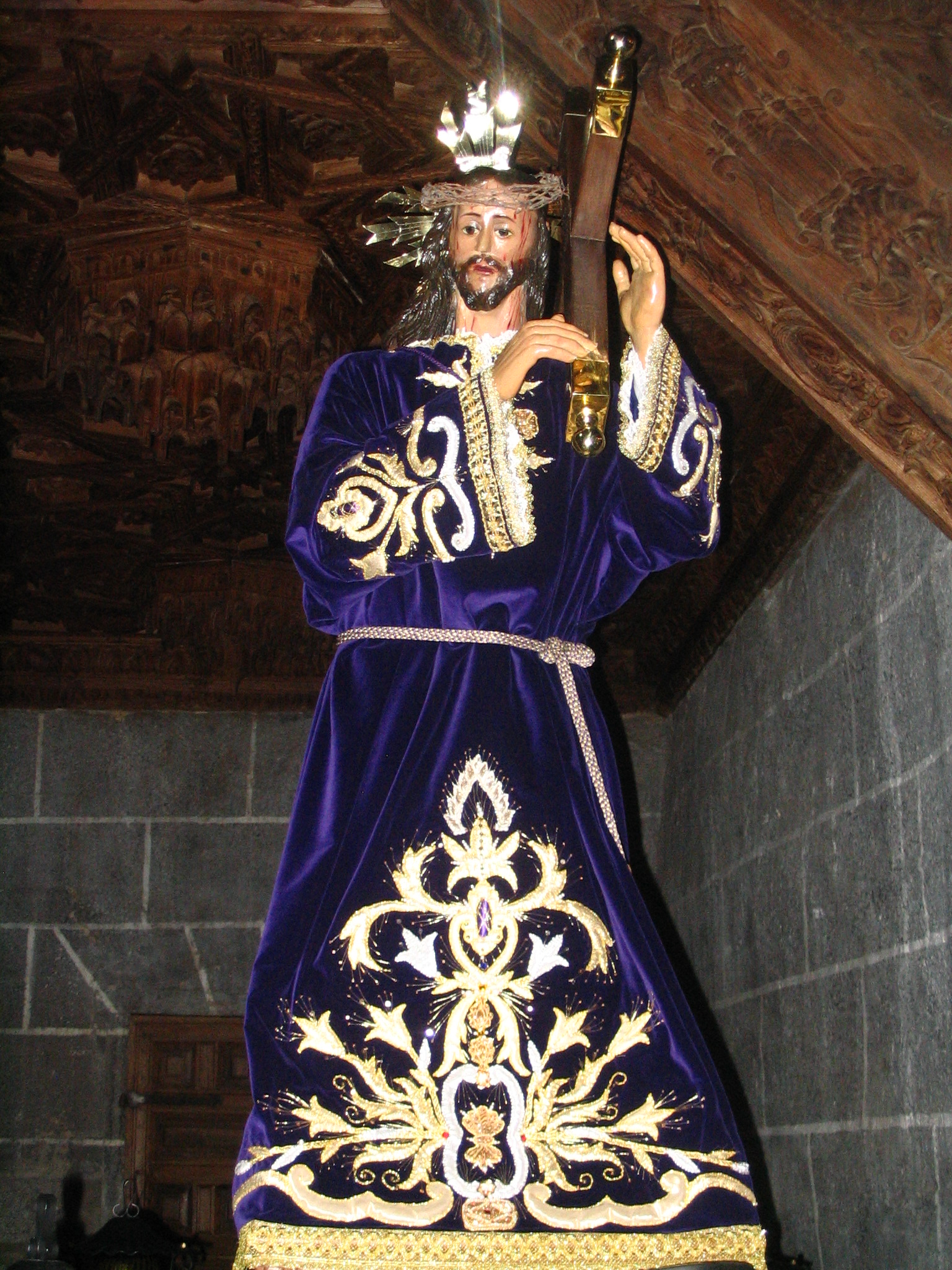
Nazareno

### Otros acontecimientos culturales
En Navidad es interesante acudir a la Misa del Gallo que es tocada con castañuelas y panderetas y cantada en latín por el coro parroquial.
Se conserva la fiesta de los Quintos en la cual los jóvenes de 17 años (que antes iban a la mili) celebran los siguientes actos: el día 24 de diciembre, tras la Misa del Gallo, acuden a la plaza Mayor para luego ir a pedir el aguinaldo a la casa del cura, del alcalde y del juez de paz acompañados por dulzainas. Después el día 27 de diciembre se celebra el día de los Quintos, en el cual éstos recorren todas las calles de la villa con acompañamiento musical.
En Semana Santa, se celebra el Viernes Santo la procesión del Santo Entierro en la que nazarenos descalzos y cargados con cruces acompañan a los pasos de la Oración en el Huerto, Cristo flagelado, el Nazareno, la Piedad, la Virgen de la Encina vestida de luto y el Sepulcro. Hacia la mitad del recorrido, la procesión pasa por la ermita del Cristo de las Batallas donde el coro parroquial canta el Miserere.
Dos lunes después del Domingo de Resurrección se celebra, como en muchos pueblos salmantinos, el Lunes de Aguas acudiendo a un paraje cercano a la villa llamado "Las Cárcavas".
Una costumbre que resulta extraña a los foráneos es el toque de las campanas de las dos ermitas dos veces al día: una por la mañana y otra al anochecer. Antiguamente estas campanas llamaban al rezo de un Credo al Cristo de las Batallas y una Salve a la Virgen de la Encina.
Se celebraban las fiestas del santo Cristo de las Batallas el 14 de septiembre y el día 3 de mayo. Esta última fecha, aunque era cuando la celebración era más solemne, ha desaparecido quedando únicamente la del 14 de septiembre que se sigue celebrando en la ermita con misa y procesión.

## Deporte

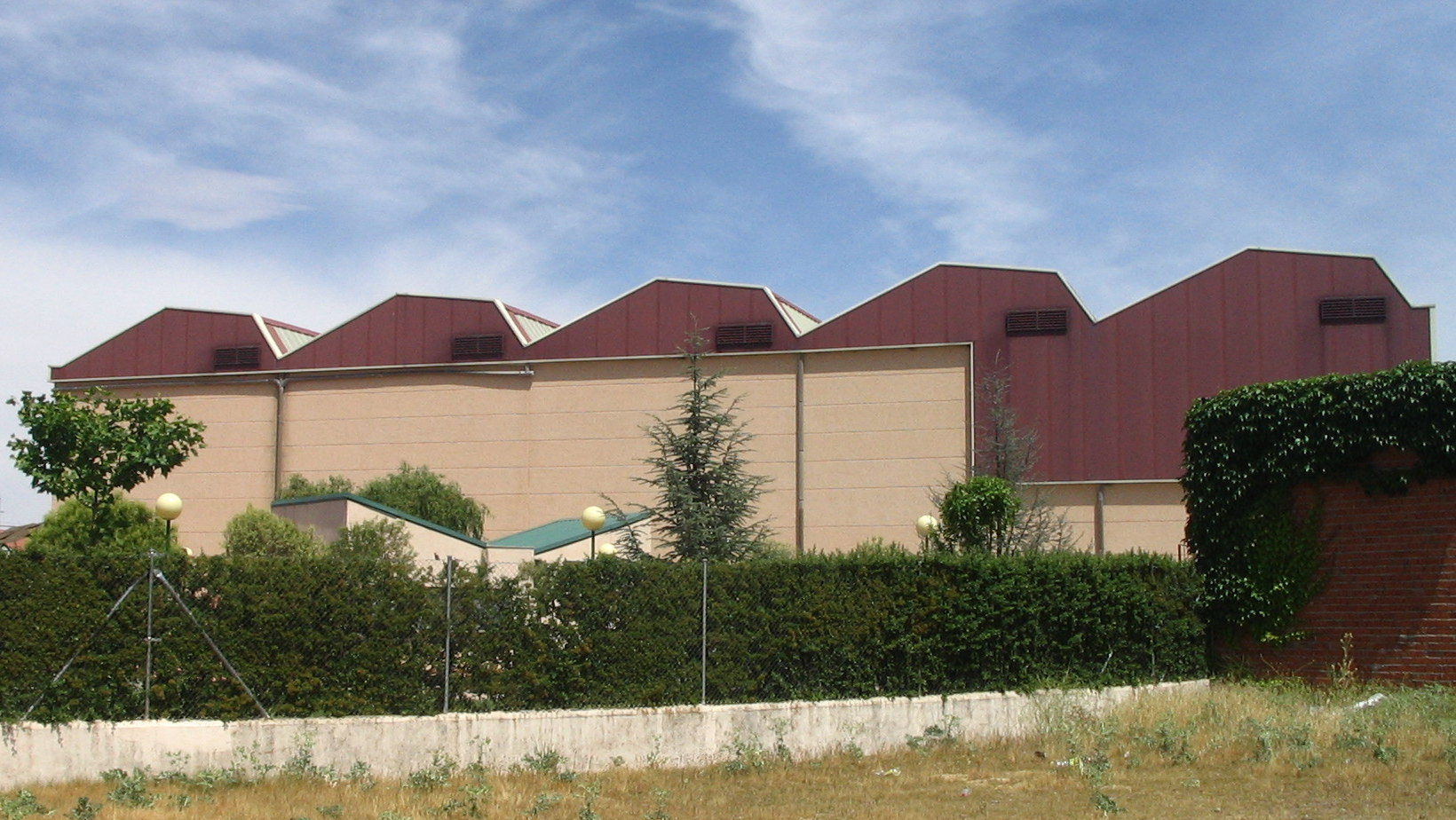
Pabellón municipal

### Instalaciones
Las instalaciones deportivas existentes son:
- Polideportivo cubierto municipal con pistas de fútbol sala, balonmano, baloncesto, bádminton, voleibol, tenis y frontenis.
- Canchas deportivas con pistas de baloncesto, fútbol sala y pádel.
- Piscinas municipales.
- Frontón municipal.
- Campo de fútbol.

### Club de Atletismo Macotera y la Sanrocada
Desde el año 2009 se celebra en Macotera, de forma anual y en los prolegómenos de las fiestas de agosto, una carrera popular que, si bien el primer año se vio deslucida por una tormenta que impidió la competición (a pesar de que sí se celebró la carrera), en el segundo año se consolidó con más de 200 corredores y con carreras adaptadas a los diferentes grupos de edad. Esta carrera popular ha ido ganándose un sitio, sobre todo a nivel provincial y regional, llegando a participar en el año 2013 cerca de 700 corredores.
Ligado a esta carrera nació el Club de Atletismo de Macotera que agrupa a varios macoteranos y personas foráneas y que, pese a tener en la Sanrocada su acto principal, también participan en otras carreras importantes de ámbito provincial, autonómico o estatal.

### Club Deportivo Macotera
Equipo de fútbol sala que compite en la Liga Asafusa de Salamanca desde el año 2013.

## Personas destacadas

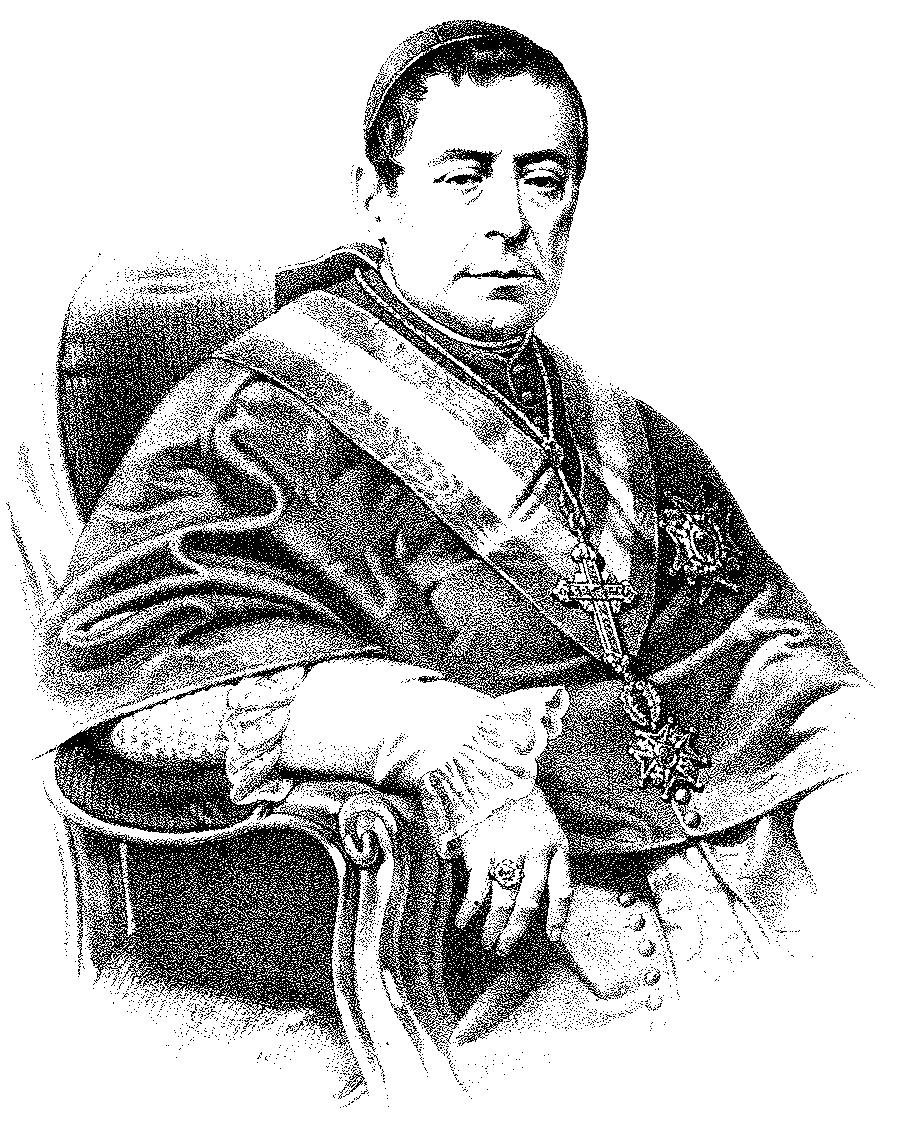
Miguel García Cuesta

Se recogen a continuación algunos de los macoteranos más ilustres:
- Miguel García Cuesta (1803-1873): catedrático de la Universidad de Salamanca, obispo de Jaca, arzobispo de Santiago de Compostela, cardenal Romano, senador vitalicio del reino de España y diputado por las Cortes Constituyentes de 1869.[76]

- Ramón Nieto Pérez (1804-1879): colega y compañero del Cardenal Cuesta, fue catedrático de Literatura en la Universidad de Salamanca, decano de la Facultad de Filosofía y Letras y vicerrector de dicha Universidad.[77]

- Manuel García Nieto (1894-1974) (padre Nieto): sacerdote jesuita. Ejerció el ministerio sacerdotal en Cantalapiedra y Santa María de Sando hasta que fue destinado a la Universidad Pontificia Comillas. Está enterrado en la iglesia parroquial del Milagro de San José en Salamanca. Tras su muerte la Compañía de Jesús inició el proceso para su canonización.[78]

El padre Nieto es el único religioso que tiene abierta una causa para su beatificación, a pesar de la existencia de múltiples religiosos macoteranos que murieron en olor de santidad, como madre Manuela Cuesta García, Eugenia Bautista Jiménez, Miguel Zaballos o Domingo Bueno.
- Jaime Flores Martín (1906-1974): se doctoró en Filosofía, Teología y Derecho Canónico y, después de trabajar en dos parroquias, ingresó en la Hermandad de Sacerdotes Operarios. En 1960 fue nombrado obispo de Barbastro y poco después administrador apostólico de Huesca.[80]

- Fermín Blázquez Nieto (1882-1946): macoterano de nacimiento, vivió pocos años en la villa. Vinculado a organizaciones como el PSOE y la UGT, vivió en Madrid y Santander. Proclamada la Segunda República, fue elegido diputado a Cortes Constituyentes por la provincia de Toledo y también consiguió un escaño por esta provincia en las elecciones de 1933. Al estallido de la Guerra Civil se exilió en Orán (Argelia).[81]

- Lucas Hernández Pérez (1945-): director general de Caja Duero desde 2004 y después de Caja España de Inversiones, Salamanca y Soria, Caja de Ahorros y Monte de Piedad. En el año 2011, ante la fusión de esta caja con Unicaja se 'jubiló de forma voluntaria'.[82]

- Juana Borrego Izquierdo (1949-): senadora por la provincia de Segovia durante tres legislaturas (entre los años 2000 a 2011), fue también procuradora en las Cortes de Castilla y León, diputada provincial en Segovia (donde llegó a ser vicepresidenta entre 1991 y 1995). Además ha ostentado los cargos de alcaldesa y concejala del municipio segoviano de Hontalbilla.[83]

- Isabel Jiménez García (1949-): procuradora en las Cortes de Castilla y León (1995-2003), delegada territorial de la Junta en Salamanca, presidenta de la Diputación de Salamanca (2003-2011) y primera mujer alcaldesa-presidenta del Ayuntamiento de Macotera (2007-2011). En las elecciones de 20 de noviembre de 2011 encabezó las listas del Senado en la provincia de Salamanca por el Partido Popular, resultando elegida senadora y siendo la candidata más votada de la provincia con más de 119 000 votos.[84]

- Antonio Gómez Bueno (1954-): diputado provincial en las legislaturas comprendidas entre los años 1995-2003 y 2011-2015. Por otro lado fue alcalde de Macotera entre los años 1987 y 2007 y concejal del mismo ayuntamiento entre 1983 y 1987 y desde 2007.[85]

Otro personaje que, aunque no era oriundo de Macotera, estuvo muy ligado a esta villa fue Diego de Torres Villarroel. Fue este famoso escritor, sacristán de la iglesia de la villa, gracias a la amistad que le unía con la duquesa de Alba, Mª Teresa Álvarez de Toledo.